# Поль Гоген

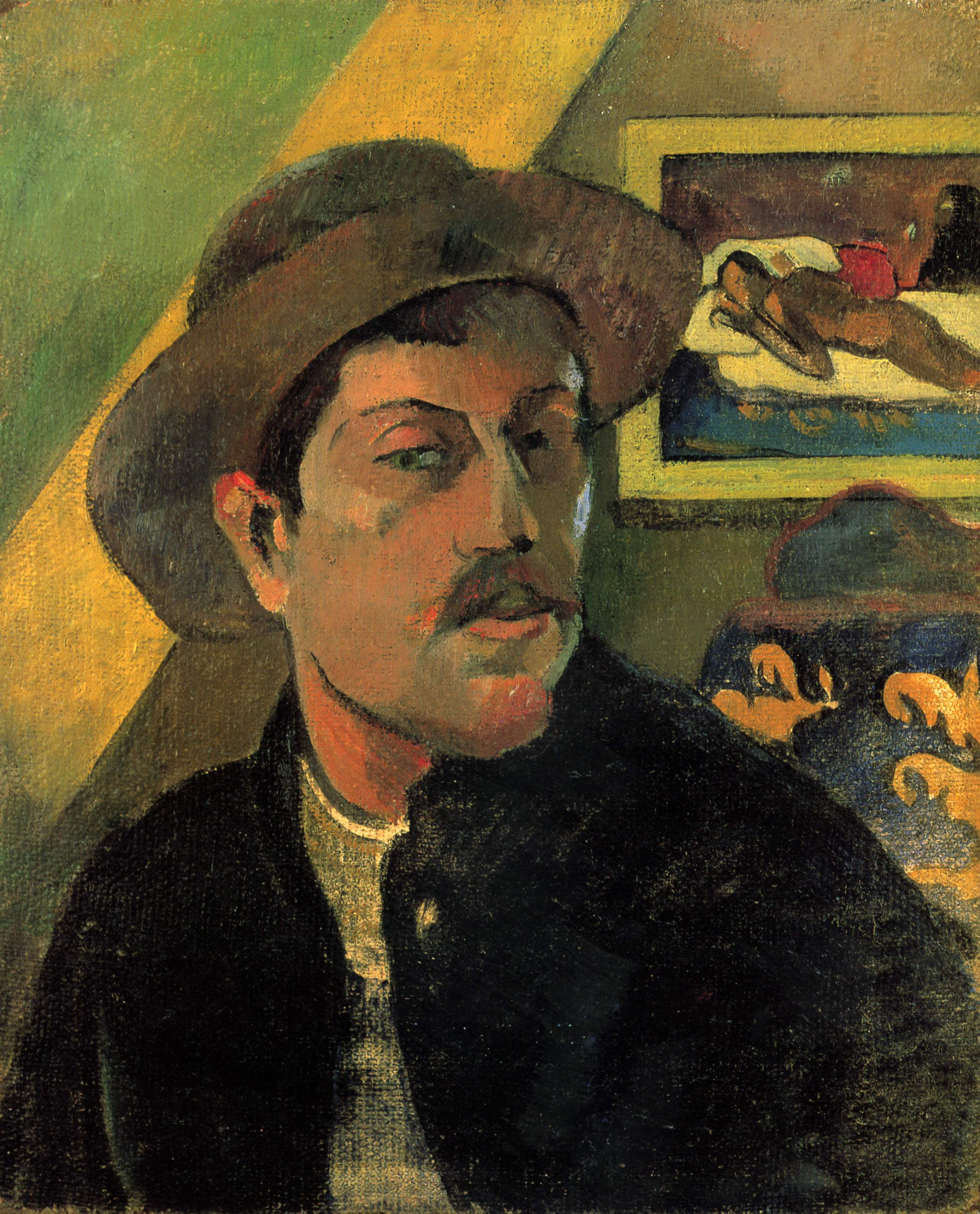
Поль Гоген, Автопортрет

Поль Гоге́н (фр. Eugène Henri Paul Gauguin, також Поль Ґоґе́н; 7 червня 1848, Париж, Франція — 8 травня 1903, Хіва Оа, Маркізькі острови, Французька Полінезія, Франція) — французький художник, скульптор, графік, постімпресіоніст.

## Життєпис

### Дитинство
Народився в Парижі 7 червня 1848 року. Його батько, Кловіс Гоген (1814—1849), був журналістом у відділі політичної хроніки журналу Тьєра й Армана Мара «Насьональ», одержимим радикальними республіканськими ідеями; мати, Аліна Марія (1825—1867), була родом з Перу з багатої родини. Її матір'ю була відома Флора Тристан (1803—1844). Вона поділяла ідеї утопічного соціалізму й опублікувала в 1838 році автобіографічну книгу «Поневіряння парії».
У 1849 році, після невдалого антимонархічного перевороту, Кловіс, не відчуваючи себе в безпеці на батьківщині, вирішив покинути Францію. Разом із сім'єю він відбув до Перу, де мав намір осісти в родині своєї дружини Аліни й відкрити власний журнал. Цим планам не судилося збутися. По дорозі до Південної Америки Кловіс помер від серцевого нападу.
Таким чином, до семирічного віку Поль жив у Перу і виховувався в родині матері. Враження дитинства, екзотична природа, яскраві національні костюми, безтурботне життя в маєтку дядька в Лімі закарбувалися в його пам'яті на все життя, залишивши відбиток на його невгамовній спразі до подорожей, в потягу до тропіків.

### Повернення до Франції
У 1855 році, коли Полеві було 7 років, він з матір'ю повернувся до Франції, щоб отримати від дядька по батьківській лінії спадок, і оселився в Орлеані зі своїм дідом. Гоген швидко навчився французької і почав здобувати освіту. Після навчання в декількох місцевих школах Гогена відіслали вчитися до престижної католицької школи-інтернату — «Petit Séminaire de La Chapelle-Saint-Mesmin». У школі він провів три роки. У 1861 році Аліна відкрила швейну майстерню в Парижі. У 14-річному віці Гоген вступив до Лоріольського інституту в Парижі, в підготовчу школу морської академії. Але не пройшов за конкурсом і повернувся до Орлеана навчатися останній рік в ліцеї Жанни д'Арк. У грудні 1865 року найнявся в плавання «курсантом» (учнем лоцмана). До 1871 року він майже безперервно перебував у плаванні по всьому світу: в Південній Америці, в Середземному морі, в північних морях. Будучи в Індії, він дізнався про смерть матері 7 липня 1867 року з листа від його сестри Марі.
Мати у своєму заповіті рекомендувала йому «зробити кар'єру, оскільки він абсолютно не здатний викликати до себе прихильність друзів сім'ї та може незабаром стати дуже самотнім». Однак, прибувши до Парижа в 1872 році, він отримав підтримку знайомого йому з дитинства друга матері Гюстава Ароза, біржового ділка, фотографа та колекціонера сучасного живопису. Завдяки його рекомендації Гоген отримав посаду біржового брокера. Він став успішним паризьким бізнесменом і залишався таким ще 11 років. У 1879 році Гоген заробляв 30 франків[джерело?] на рік як фондовий маклер, і стільки ж укладанням угод на артринку. У 1873 році Гоген одружився з молодою датчанкою Метт-Софі Гад, яка бувала в сім'ї Ароза. Невдовзі Гоген став батьком: у 1874 році народився син Еміль, згодом донька Аліна (1877), далі Кловіс (1879), Жан-Рене (1881) та Поль (1883). У наступні десять років становище Гогена в суспільстві зміцнювалося. Його сім'я займала дедалі комфортабельніші квартири, де особлива увага приділялася майстерні художника. Гоген, як і його опікун Ароза, «колекціонував» картини, особливо імпресіоністів, і писав сам. Але в 1882 році Паризький фондовий ринок обвалився, а художній ринок скоротився. Заробіток Гогена різко погіршився, і він зрештою у 26 років вирішив займатися живописом.

### Початок кар'єри живописця
Не отримавши художньої академічної освіти, він почав самонавчання, досліджуючи твори улюблених художників, таких як Курбе, Делакруа, Сезан і Деґа. З 1873—1874 років з'явилися його перші пейзажі, один із них виставлено в Салоні 1876 року. Гоген познайомився з художником-імпресіоністом Камілем Піссарро до 1874 року, але їхня дружба почалася з 1878 року. Гогена запросили брати участь у виставках імпресіоністів з початку 1879 року: колекціонери поступово почали сприймати його як вдалого художника. Він провів літо 1879 року в Піссарро в Понтуазі, де писав сади та сільські пейзажі, схожі на пейзажі «метра», як і все те, що він створював аж до 1885 року. Піссарро познайомив Гогена з Едгаром Дега, який надалі підтримував Гогена, купуючи його картини й переконуючи це робити Дюрана-Рюеля, торговця картинами імпресіоністів. Дега став власником 10 полотен Гогена, в тому числі «Прекрасної Анжели», «Жінки з плодом манго», або «Хіна тефатоу».
У 1884 році Гоген з сім'єю переїхав до Копенгагена, де продовжував працювати брокером. Однак з часом він почав присвячувати живопису весь свій час, тому залишив дружину і п'ятьох дітей в Данії й повернувся до Парижа в 1885 році.

### Становлення
У 1886—1890 роках Гоген майже весь час проводив в Понт-Авені (Бретань), де спілкувався з групою художників, близьких до символізму. Перший раз художник попрямував туди в 1886 році, бажаючи відпочити від Парижа і трохи заощадити: життя в Понт-Авені було помітно дешевшим. Сім'я Гогена частенько переживала фінансову скруту, і щоб утримувати дружину й п'ятьох дітей, в 1887 р. він поїхав на будівництво Панамського каналу, де написав кілька екзотичних пейзажів.
Острів Мартиніка, куди Гоген поїхав у 1887 році разом з художником Лавалем, з яким познайомився в Бретані, допоміг здійснити у творчості майстра еволюцію, зробивши помітним японський вплив у його роботах.
У 1888 році деякий час жив у Вінсента ван Гога в Арлі та працював з ним. Гостина закінчилася сваркою, причиною став один із перших нападів божевілля у Ван Гога.

### На Таїті
Ще з дитинства, проведеного в Перу (на батьківщині матері), Гоген відчував потяг до екзотичних місць і вважав цивілізацію «хворобою». Бажаючи «злитися з природою», в 1891 році він поїхав на Таїті, де проживав у Папеете, і де в 1892 році написав 80 полотен. Після короткочасного (1893—1895 роки) повернення до Франції через хворобу (сифіліс) і відсутність коштів він назавжди від'їхав до Океанії — спочатку на Таїті, а з 1901 року — на острів Хіва-Оа (Маркізькі острови). Там він узяв собі за дружину молоду таїтянку і працював на повну силу: писав пейзажі, оповідання, працював журналістом. На цьому острові він і помер 8 березня 1903 р. Попри хворобу, бідність і депресію, що привела його до спроби самогубства, найкращі свої роботи Гоген написав саме там. Спостереження за реальним життям і побутом народів Океанії сплітаються в них з місцевими міфами. На великих площинних полотнах він створив статичні та контрастні за кольором композиції, глибоко емоційні й водночас декоративні.

## Пам'ять
Слава прийшла до художника після смерті, коли в 1906 році в Парижі було виставлено 227 його робіт. Вплив творчості Гогена на мистецтво XX століття є безперечним.
Життя Гогена лягло в основу роману Сомерсета Моема «Місяць і мідяки». У ньому описується простий англійський брокер Чарльз Стрікленд, який залишив сім'ю, роботу і дім, щоб займатися живописом.
На честь Гогена названий кратер на Меркурії.
Про останні роки життя Гогена був знятий фільм «Вовк на порозі» (1986 р.) з Дональдом Сазерлендом у головній ролі. Також знято фільм з Кіфером Сазерлендом — «Знайдений рай» (2003 р.). У 2017 році вийшов біографічний фільм «Дикун» («Гоген. Подорож на Таїті» / Gauguin. Voyage de Tahiti), головну роль у ньому зіграв французький актор Венсан Кассель.

## Галерея

### Ранні пейзажі

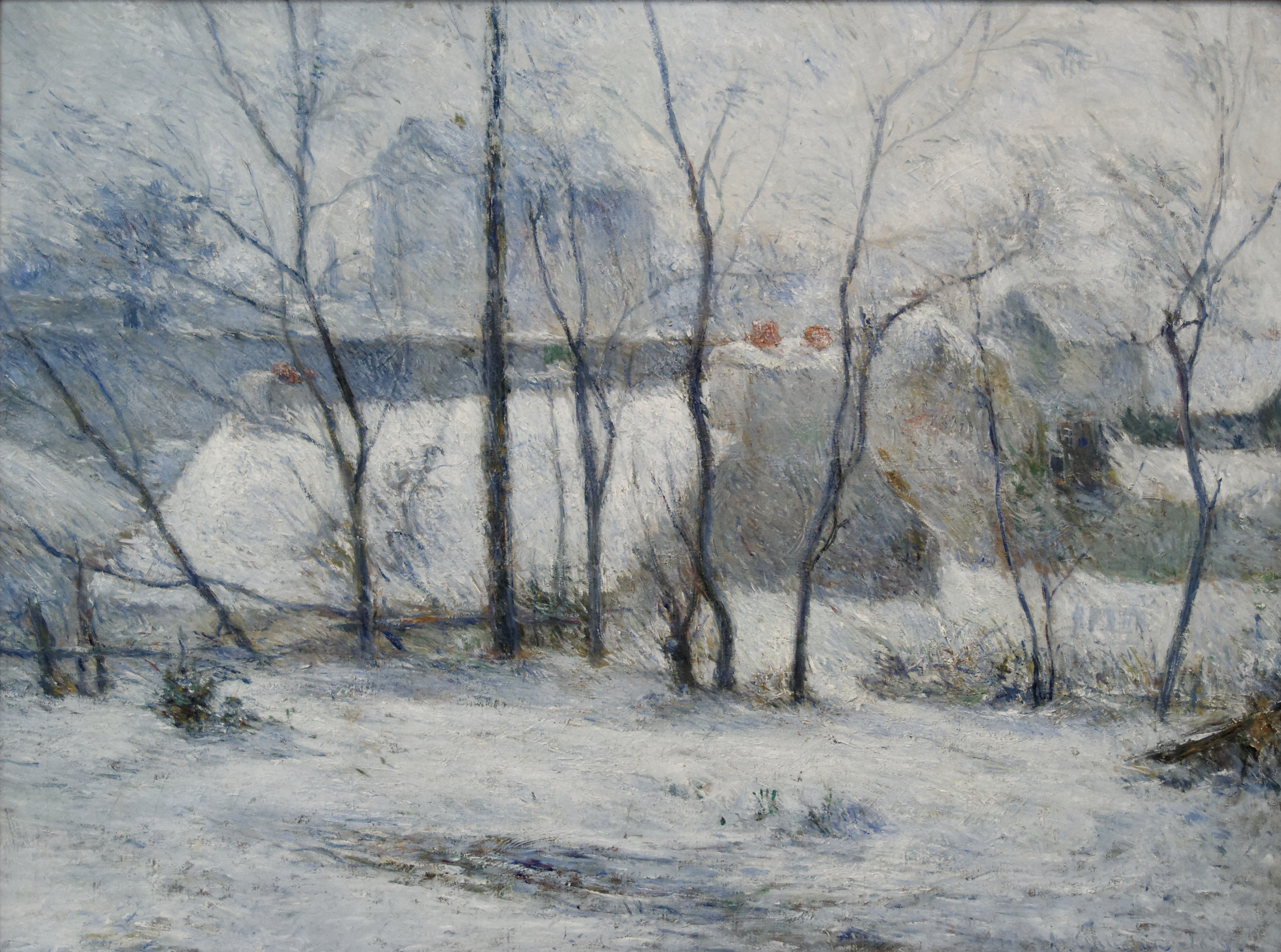
«Пейзаж взимку», 1879
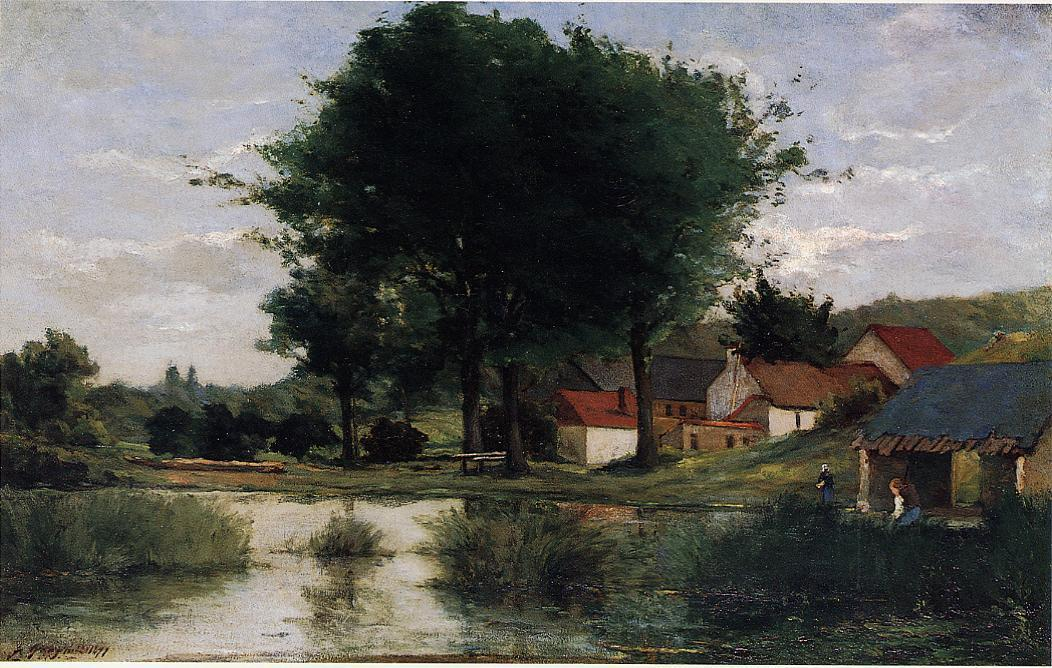
«Початок осені», 1877
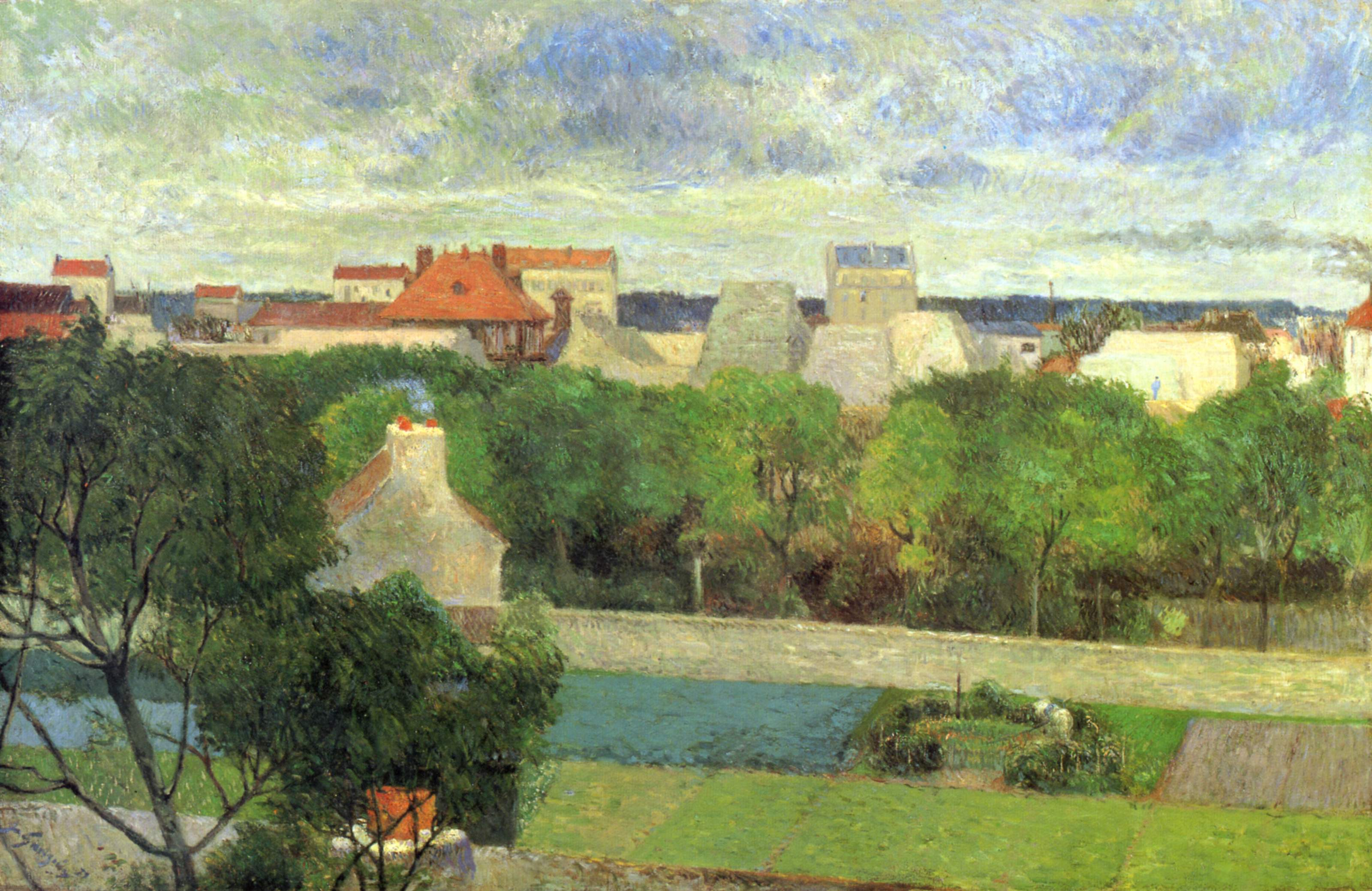
«Вожирар. Овочеві лани»
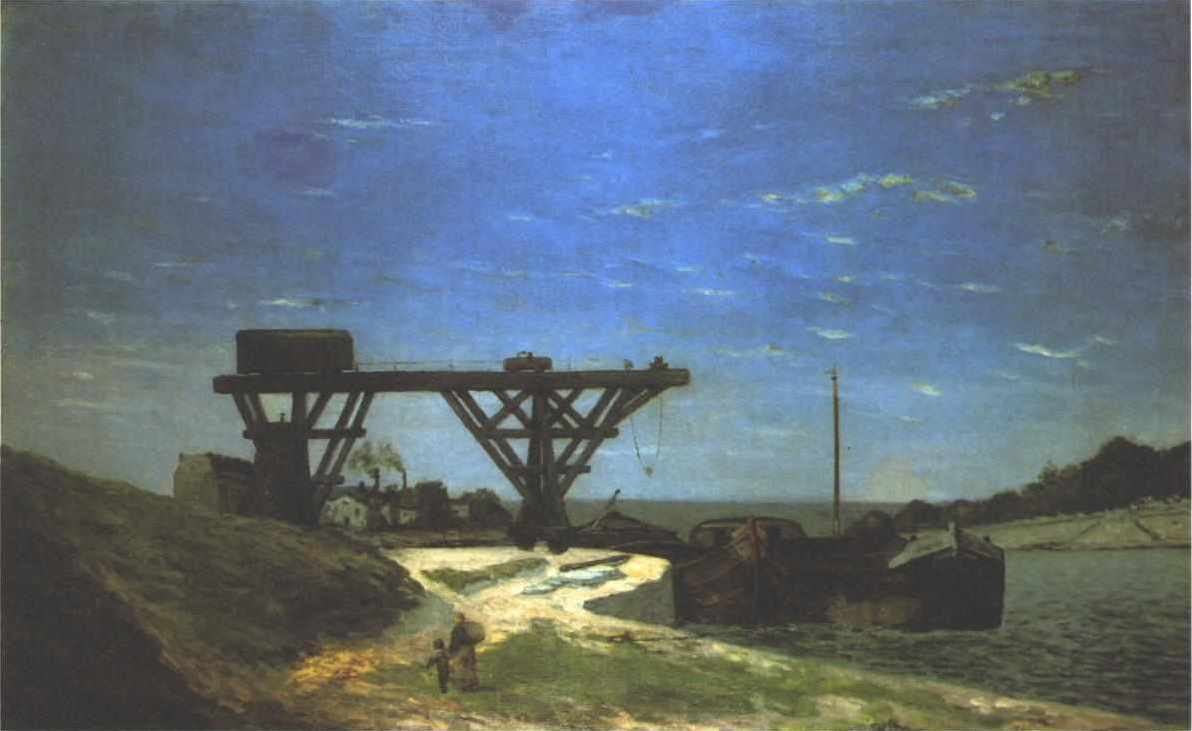
«Річка Сена неподалік Пон де Гренель», 1875

### Пейзажі Бретані

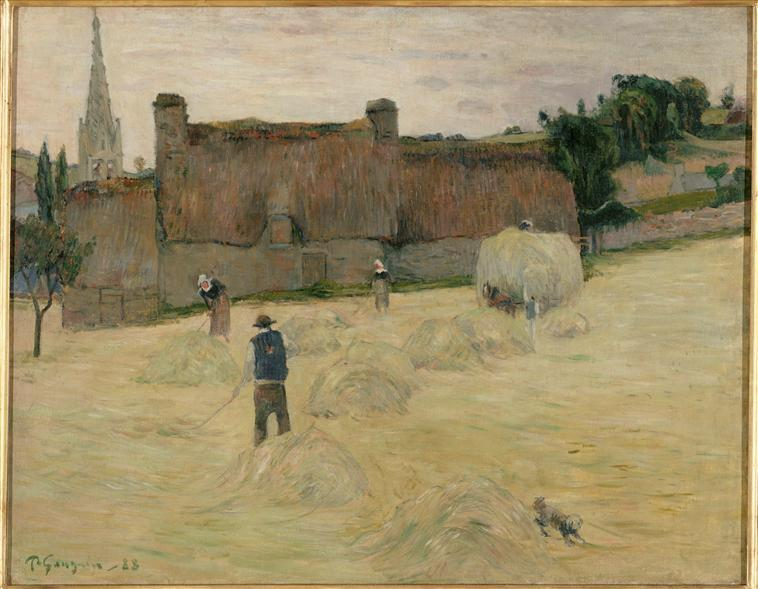
«Сіножать в Бретані», 1888
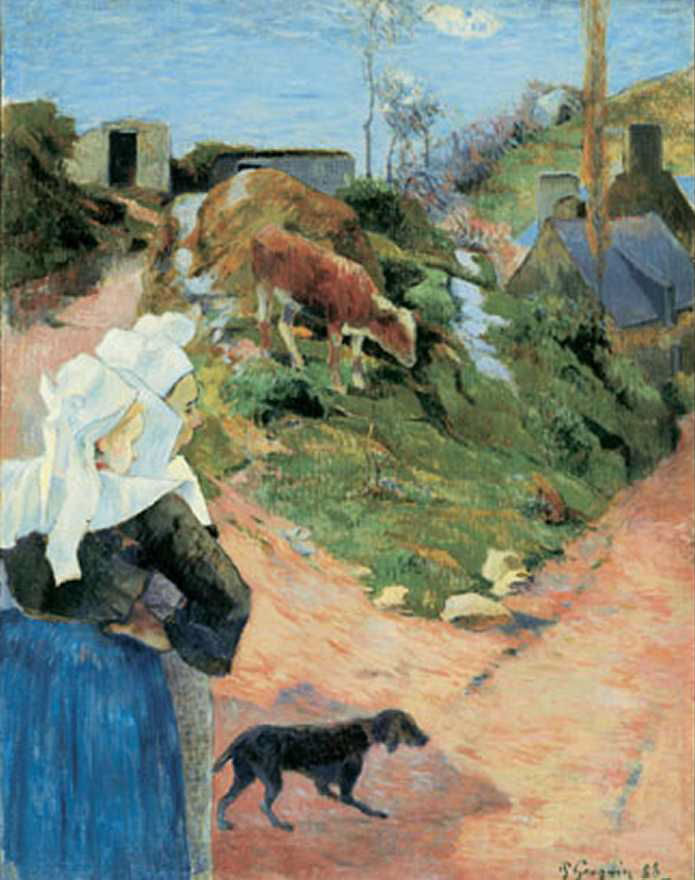
«Бретонські жінки і теля в пейзажі», 1888
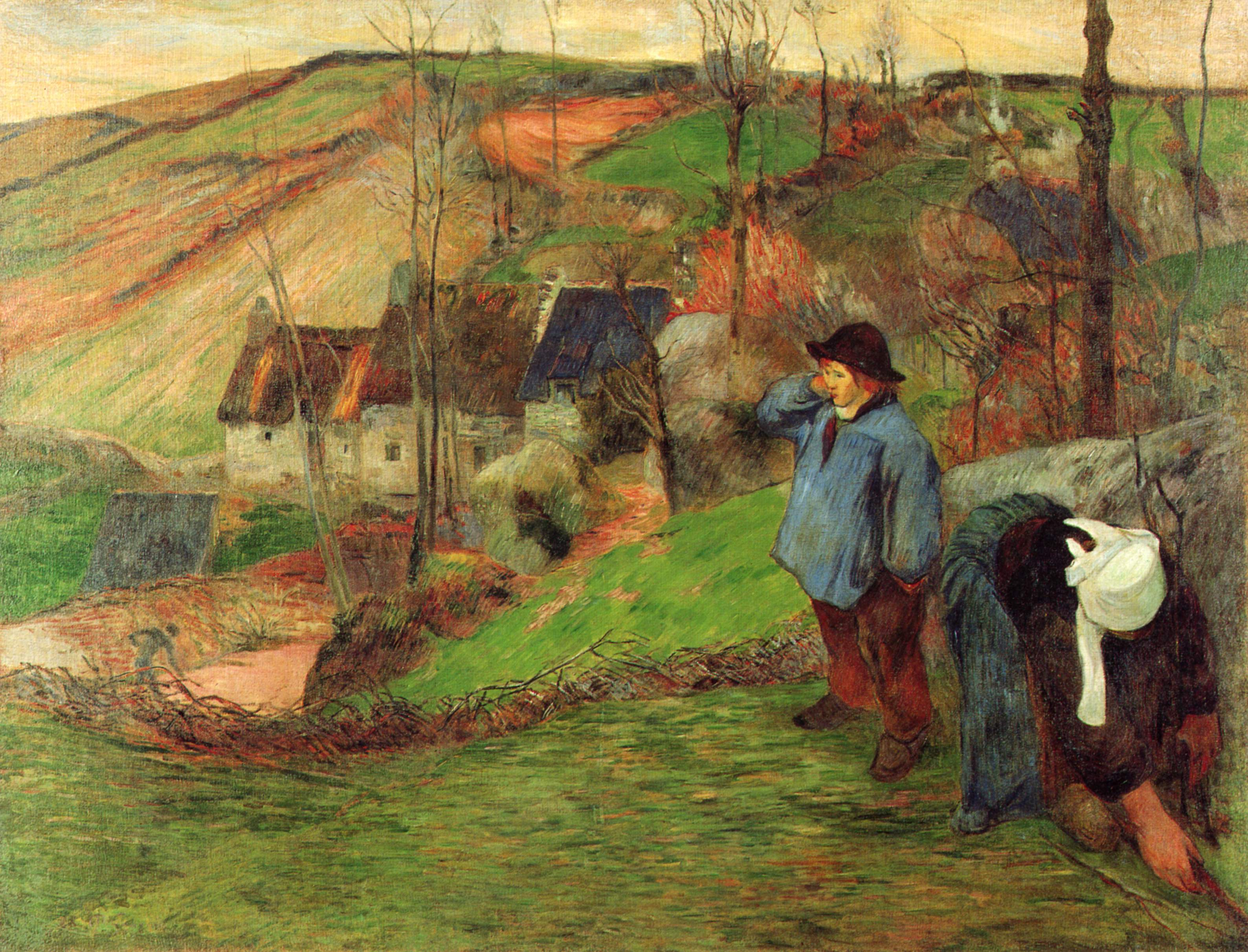
«Пейзаж в Бретані», 1888
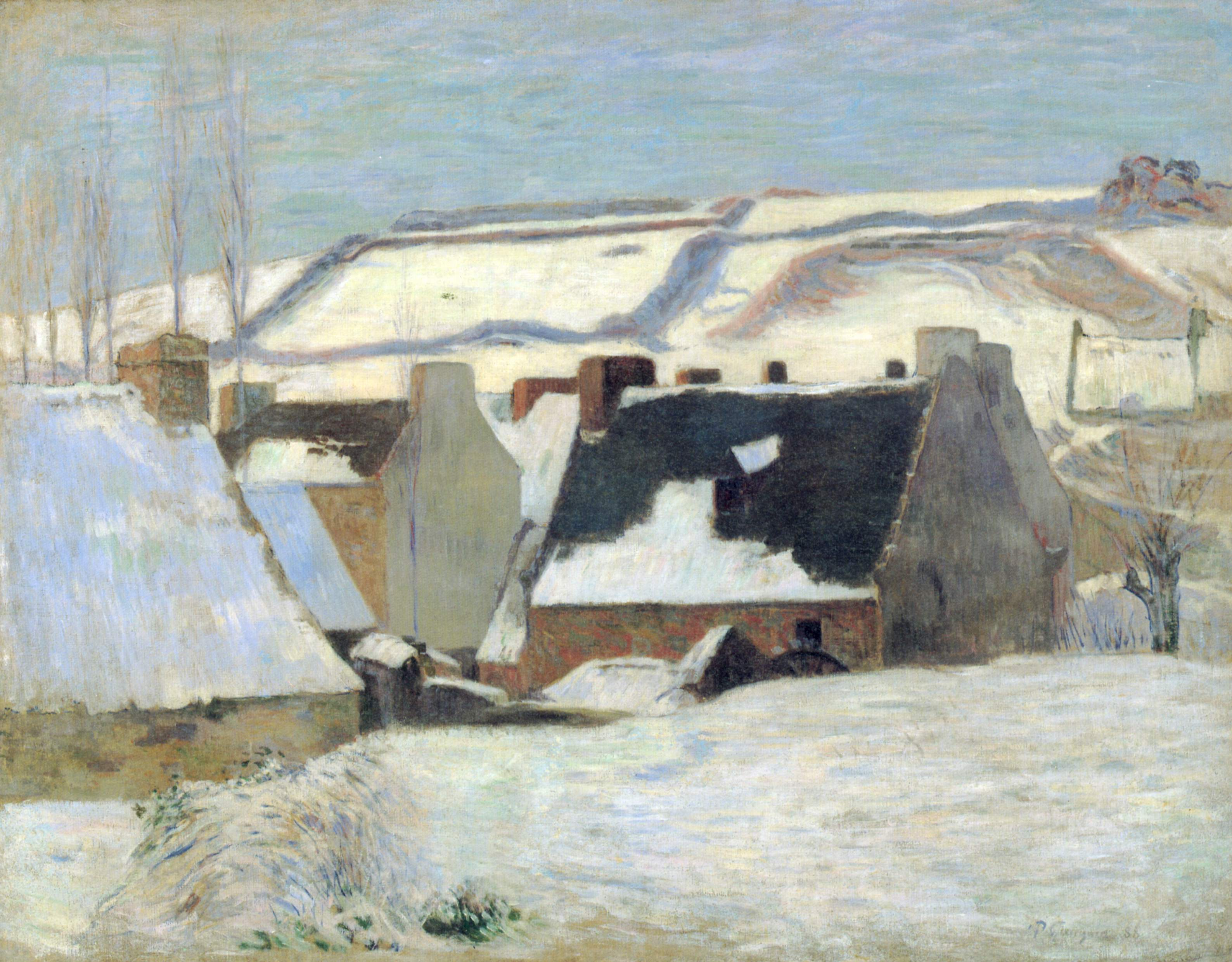
«Пон-Авен, запорошений снігом», 1888

### Пізні пейзажі

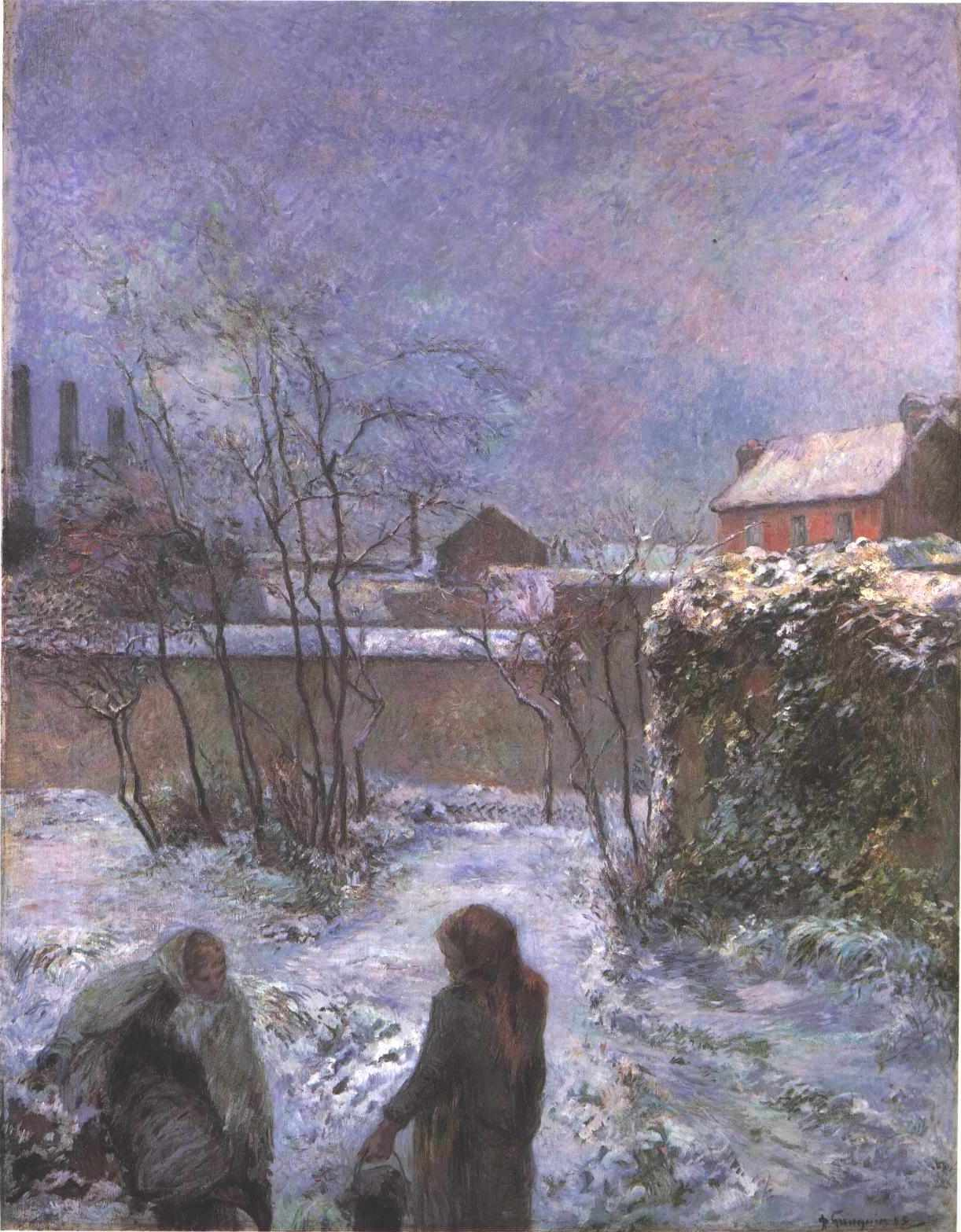
«Рюе Карсель, сад взимку», 1883
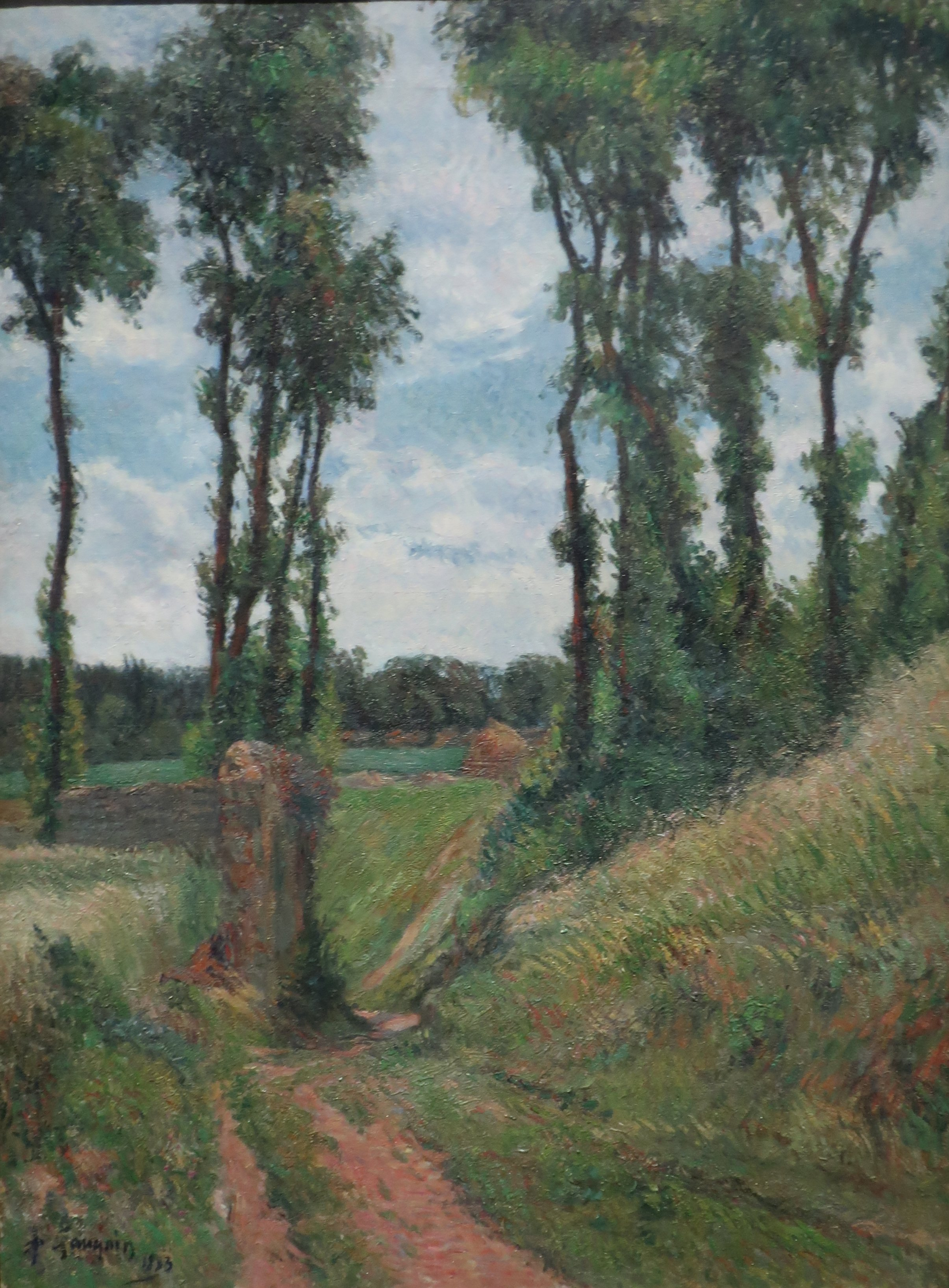
«Тополі», 1883
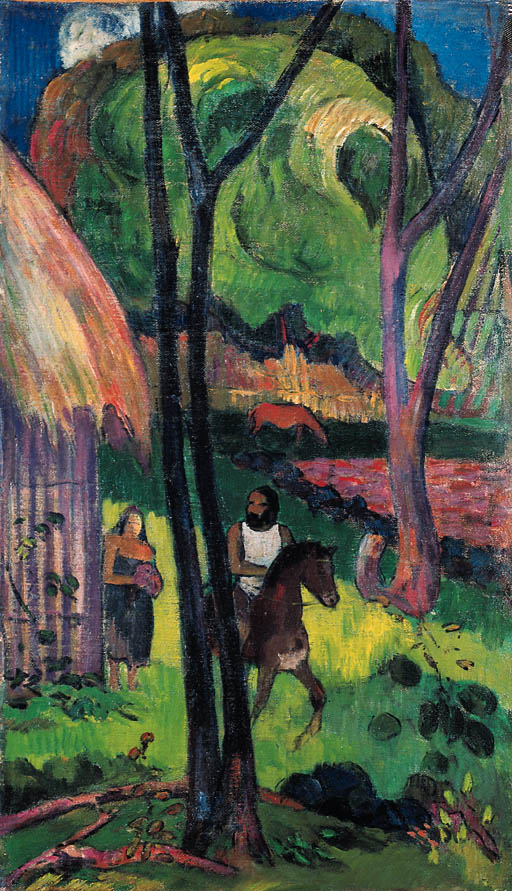
«Вершник перед будинком Ґоґена», 1902
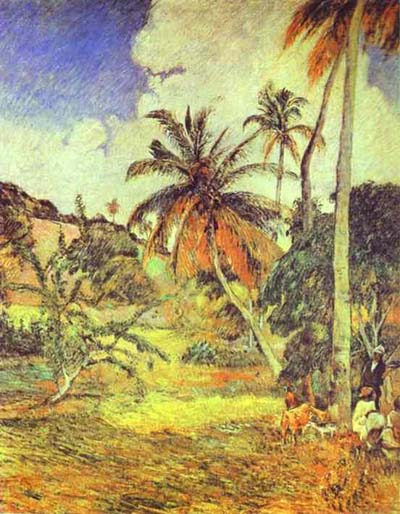
«Острів Мартиніка. Пальми»

### Малюнки

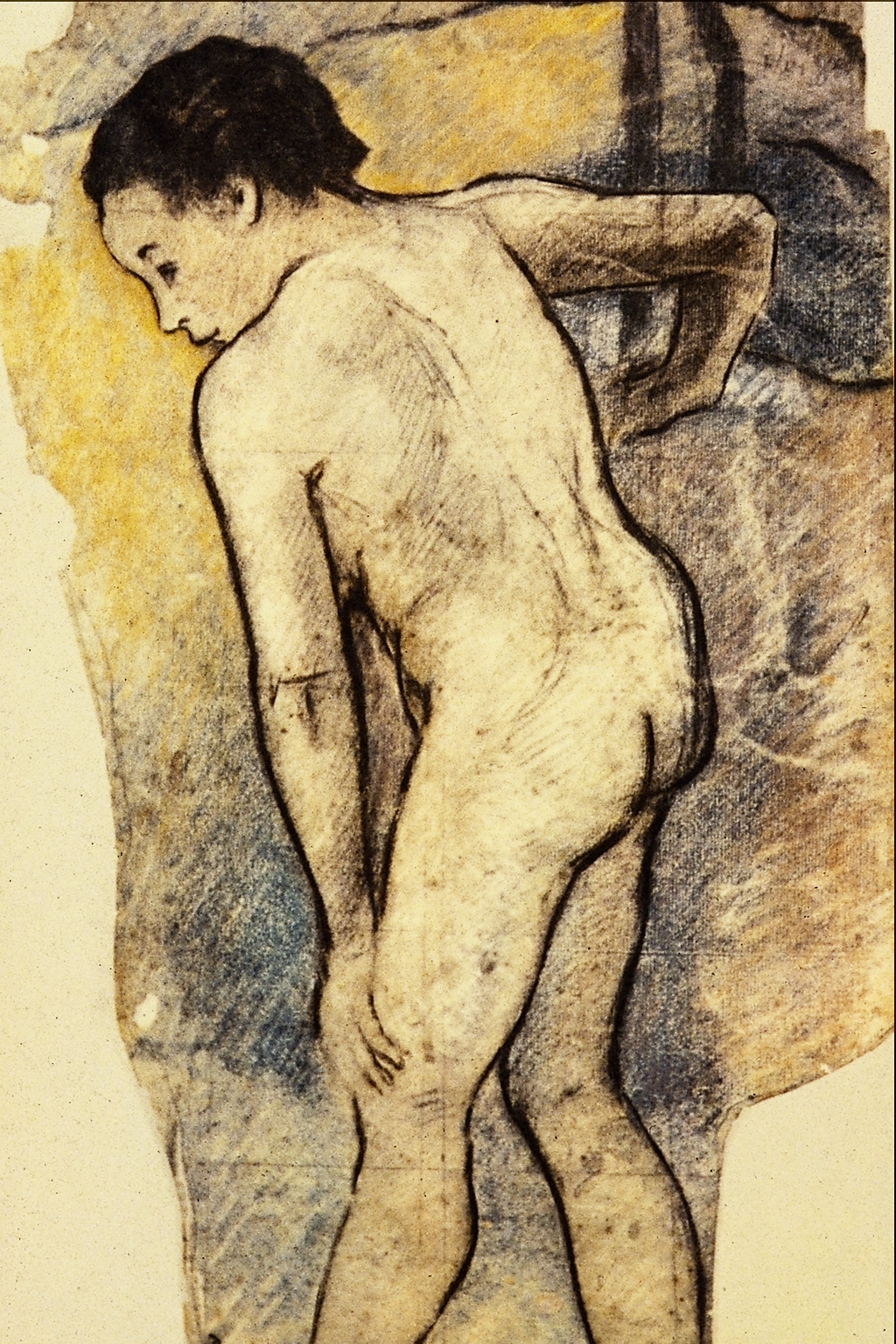
«Лазня в Бретані»
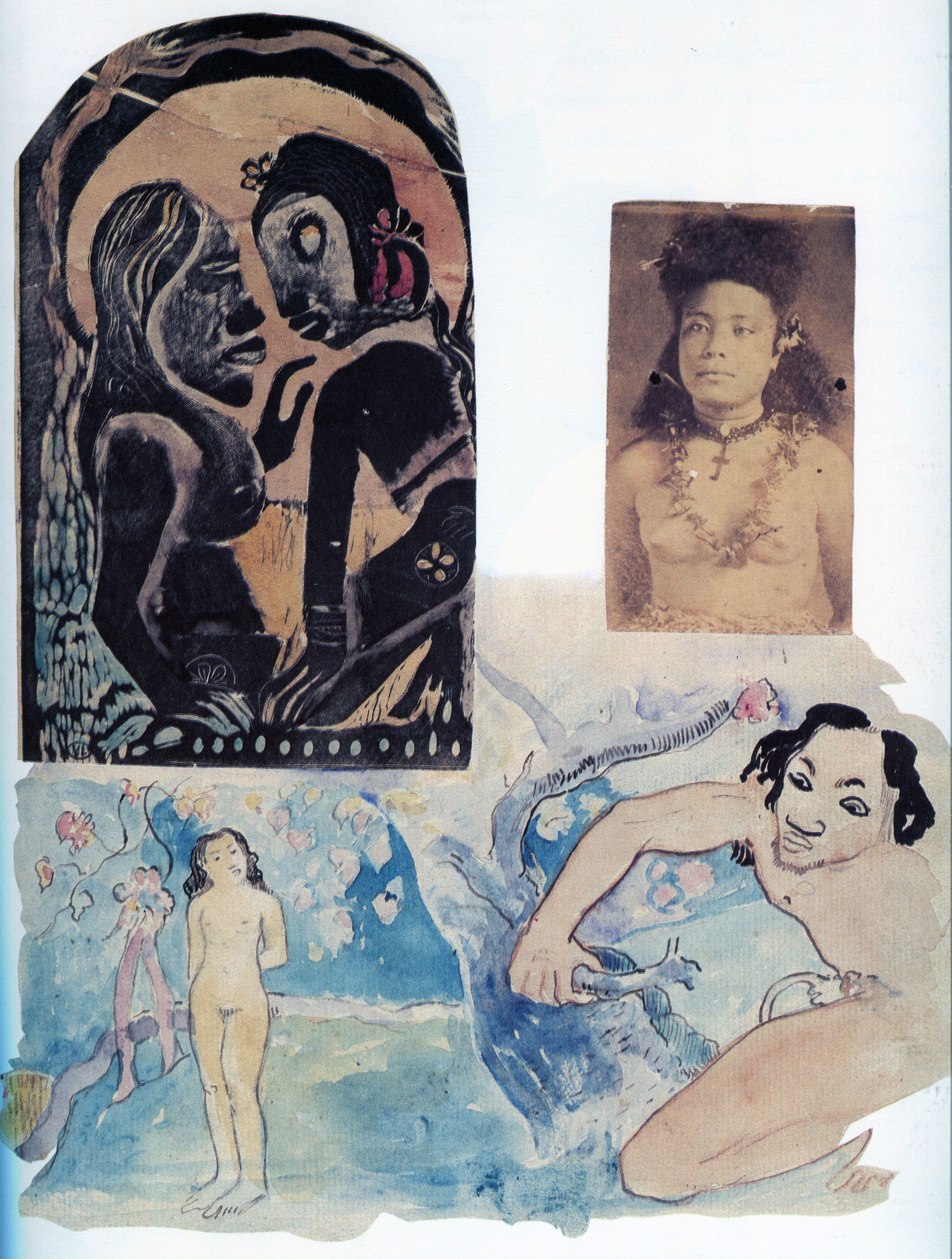
Замальовки на Ноа Ноа, аркуш з альбому
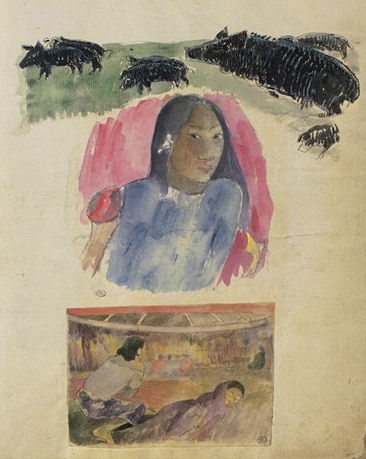
Замальовки на Ноа Ноа
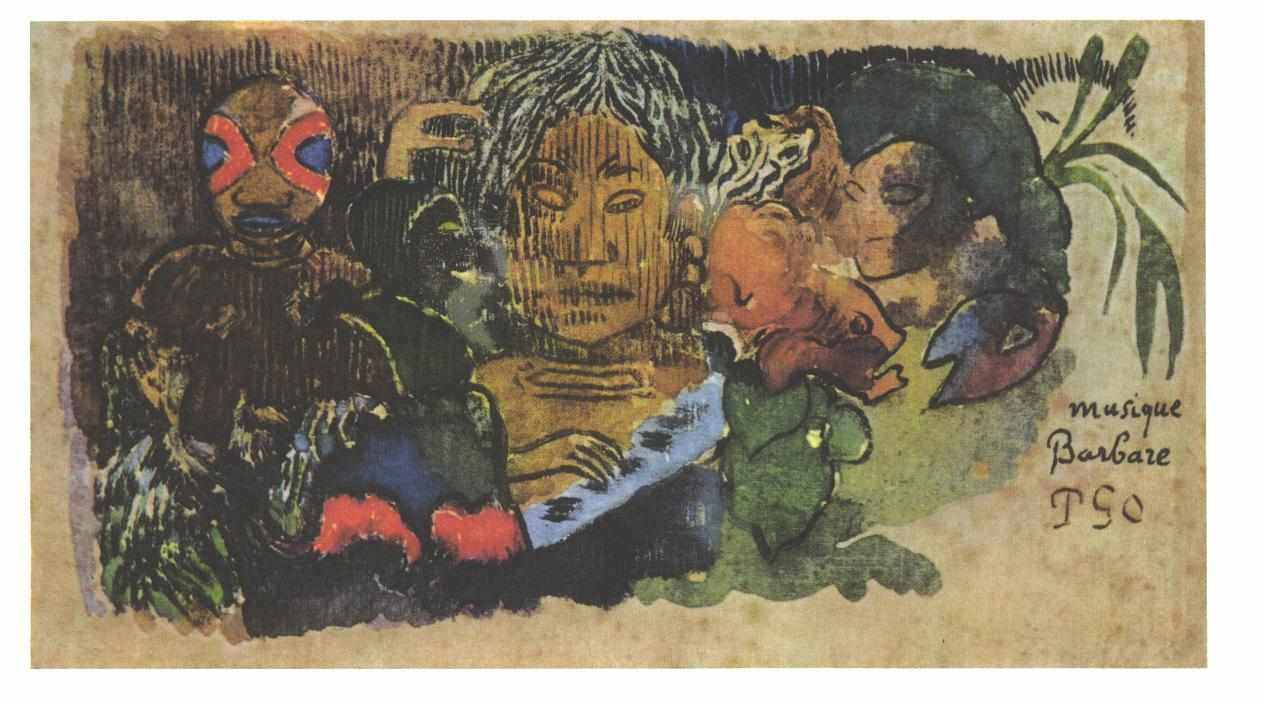
Варварська музика

### Натюрморти

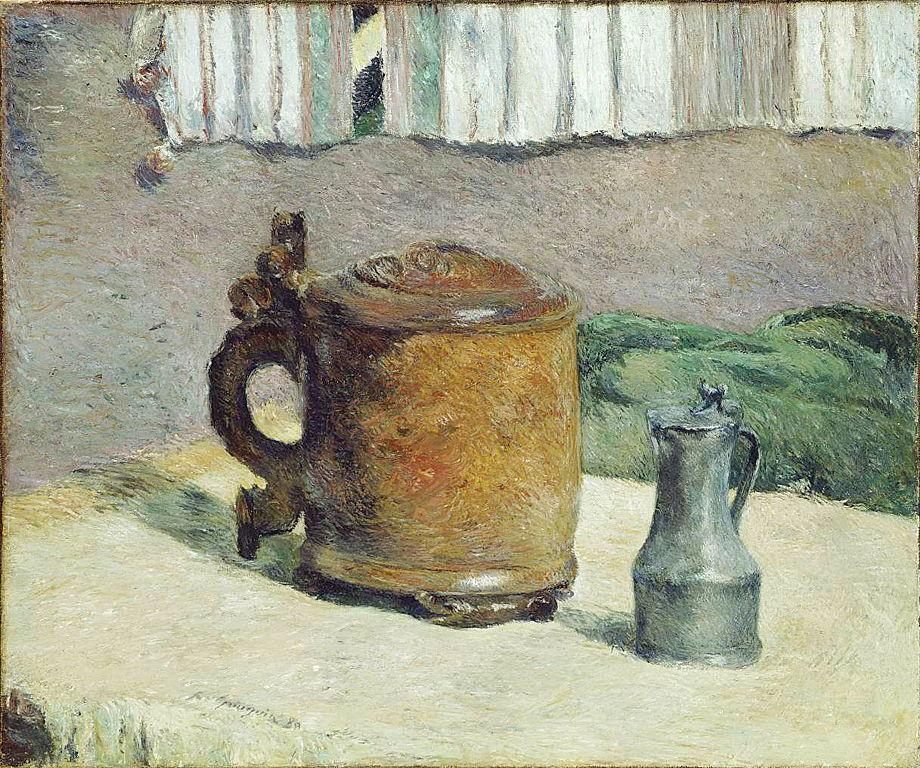
«Дерев'яний кухоль і металевий глечик», 1880
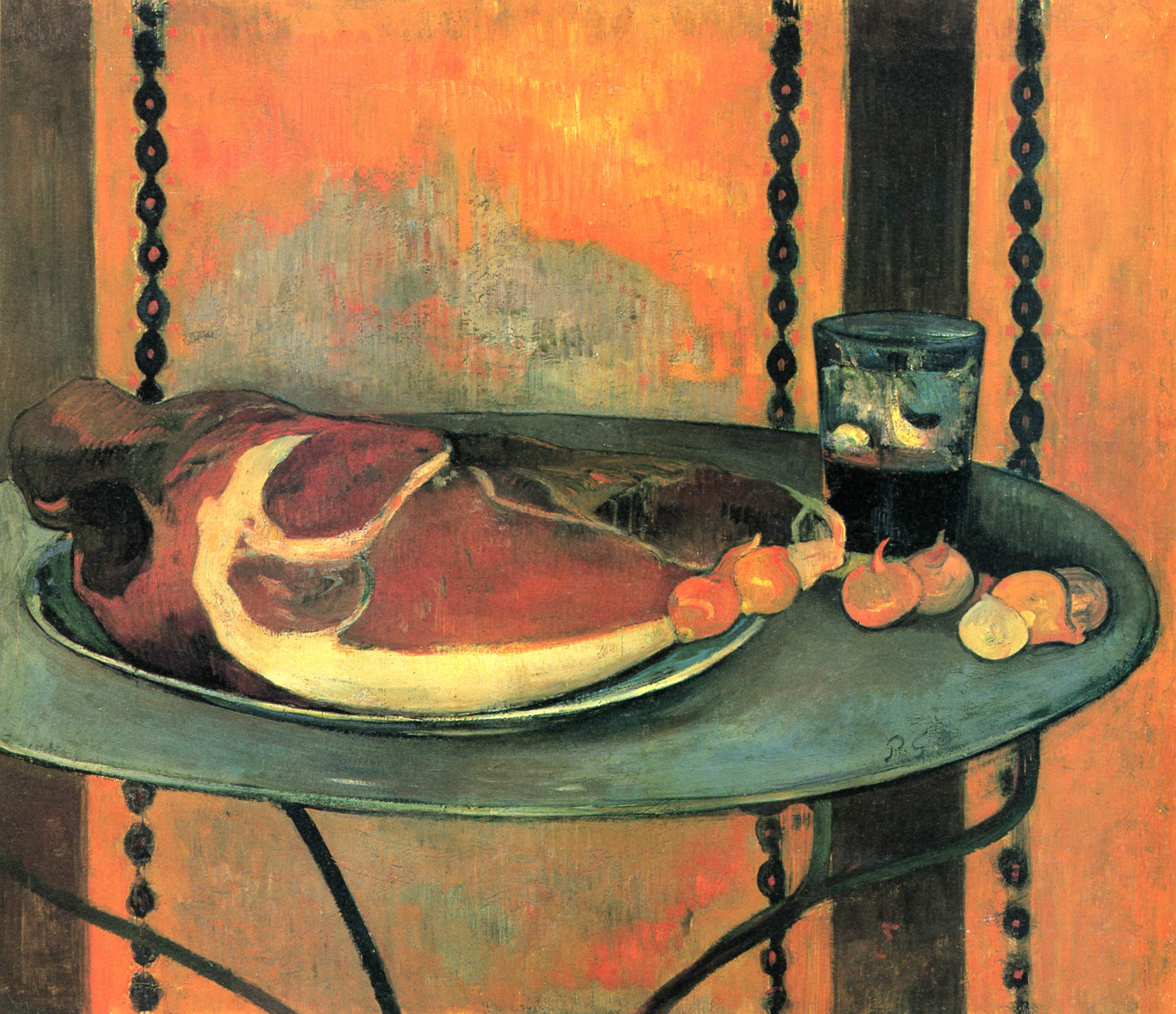
«Натюрморт з шинкою», 1889
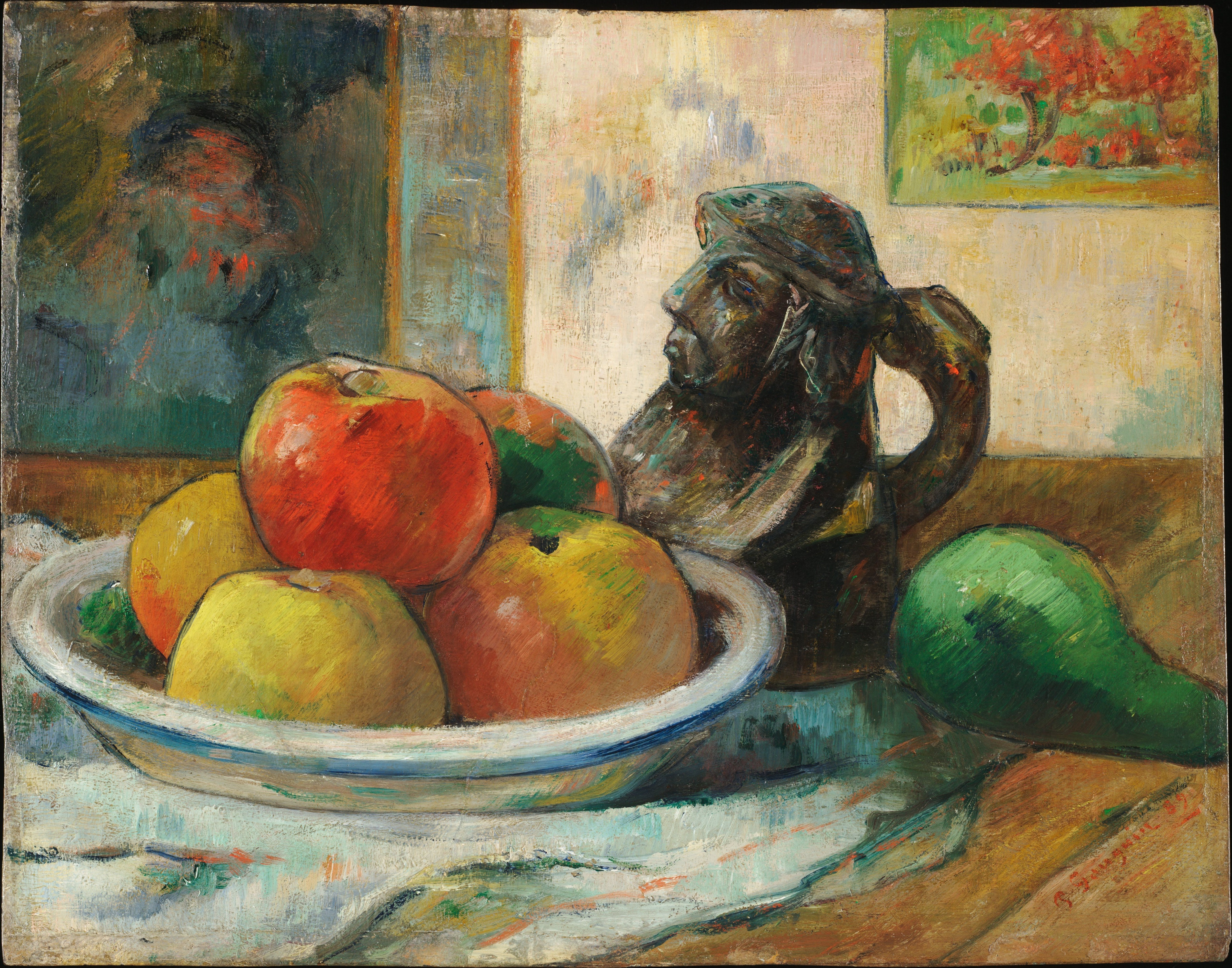
«Натюрморт з яблуками, грушею та фігурним кухликом», 1889
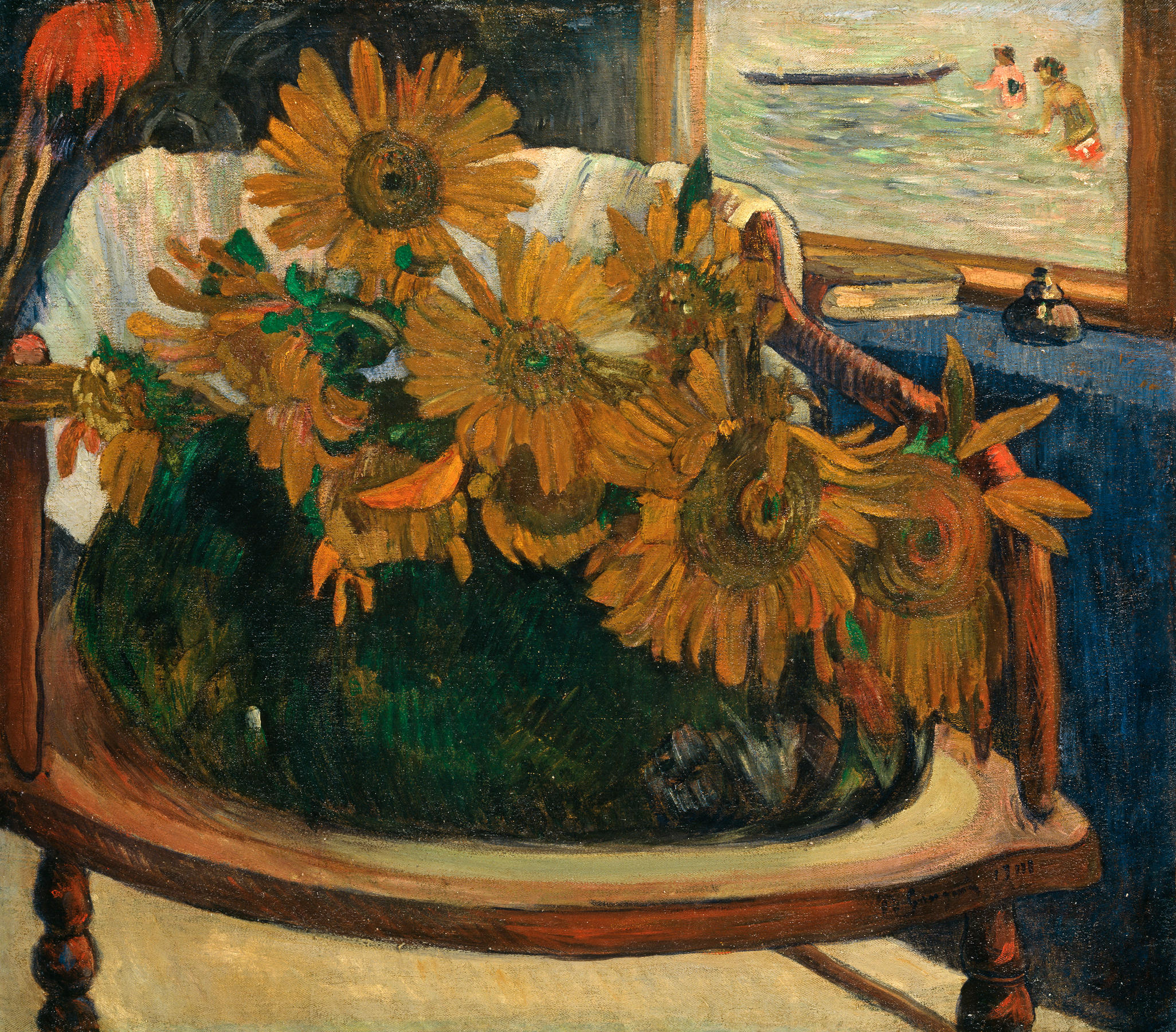
«Соняшники на кріслі», 1901
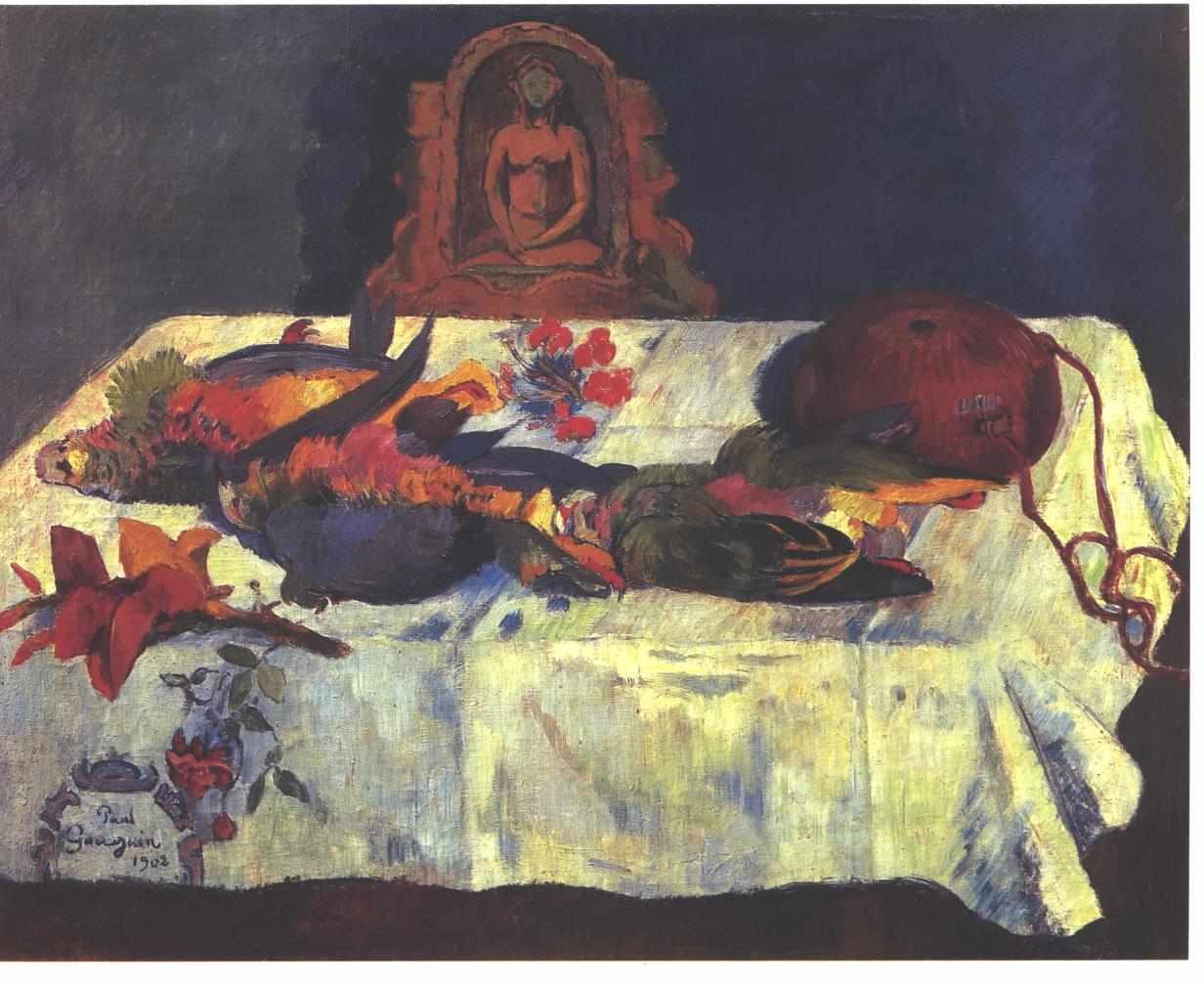
Натюрморт з папугами (1902)

### Портрети

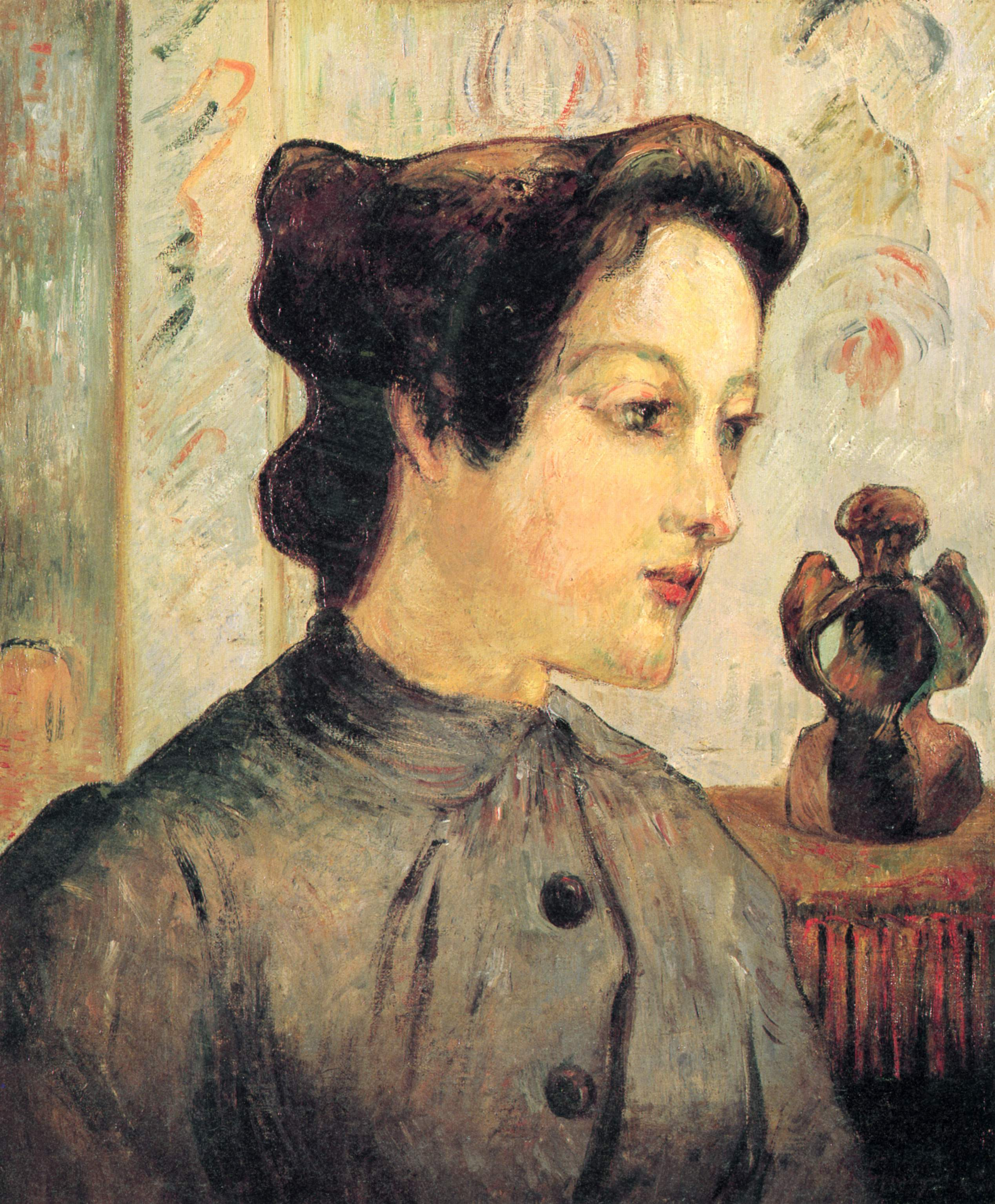
«Жіночий портрет», 1886
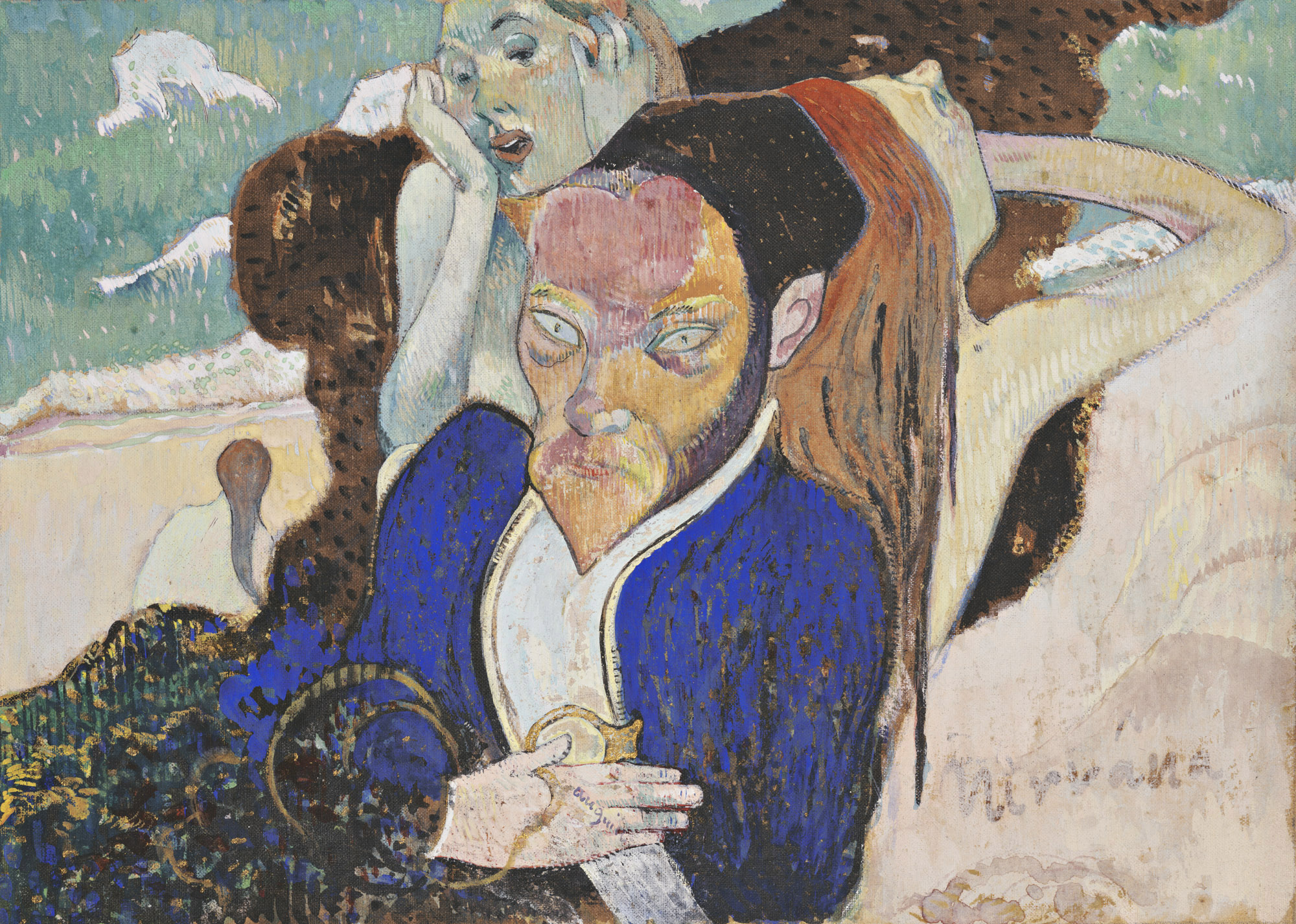
«Портрет Якоба Меєра де Хаана (Нірвана)», 1890
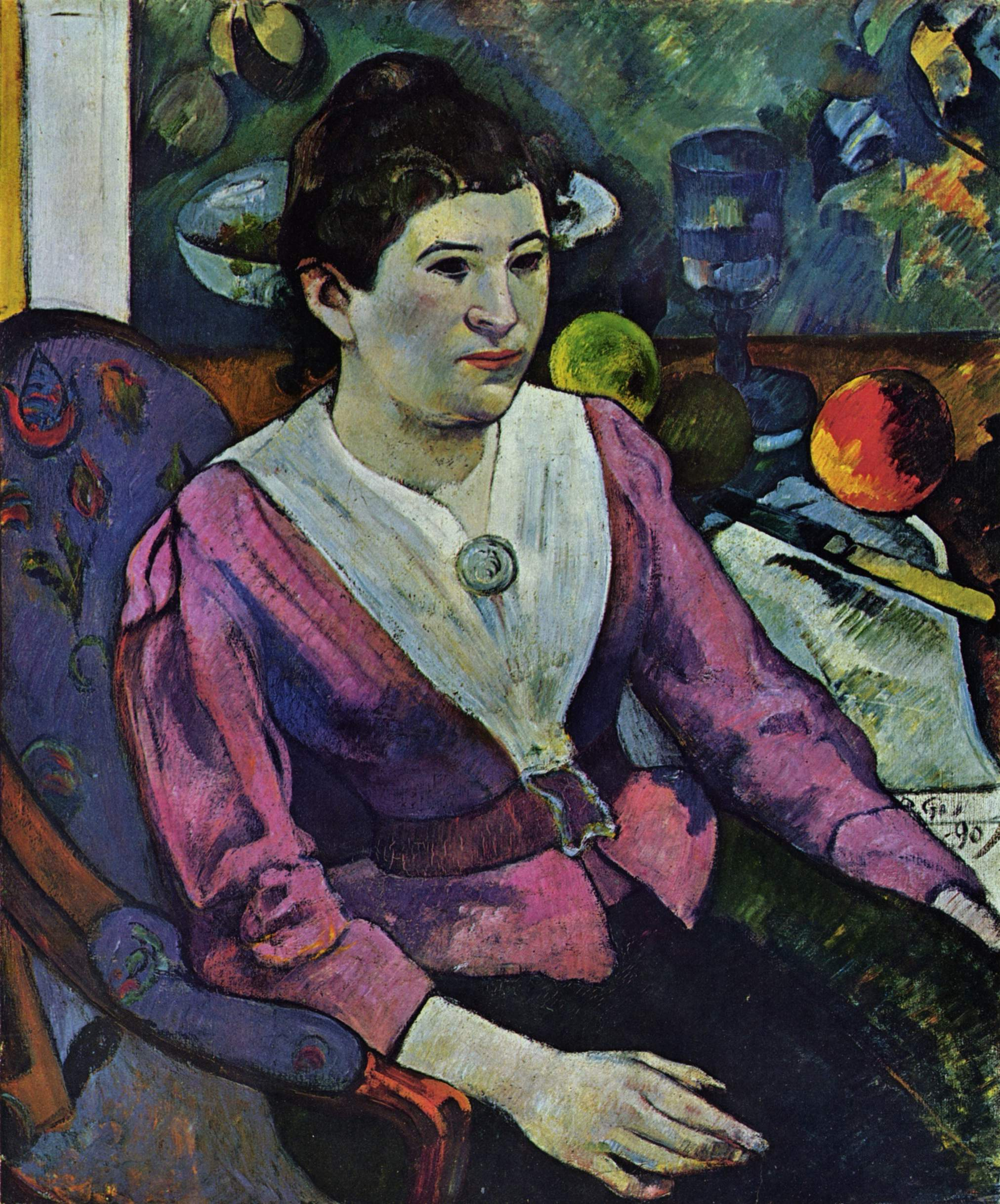
«Жінка перед натюрмортом роботи Сезанна», 1890, Чикаго
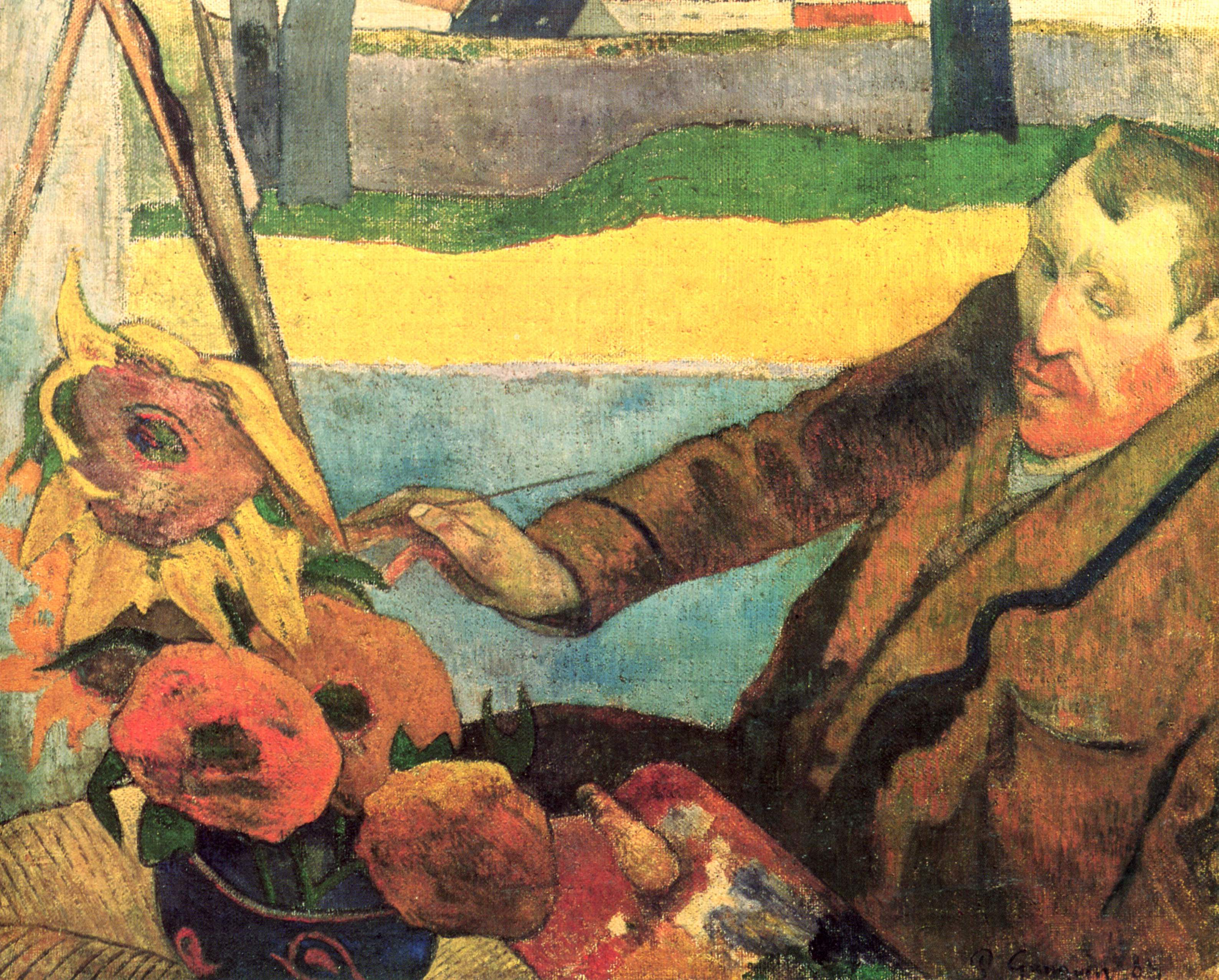
«Ван Ґоґ за мольбертом», 1888, Музей ван Ґоґа, Амстердам

### Полінезія

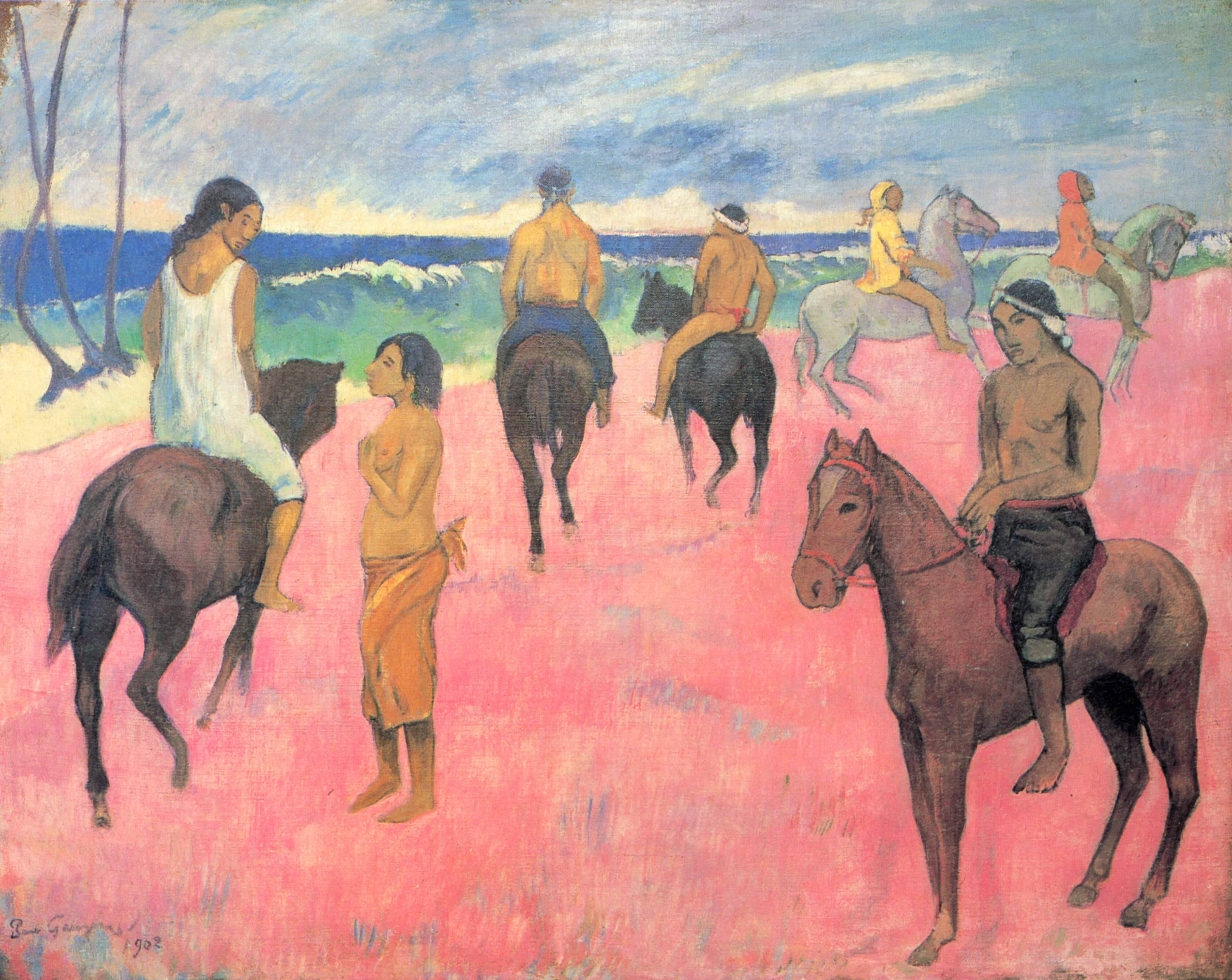
«Кавалькада на узбережжі», 1902, приватна збірка, Греція
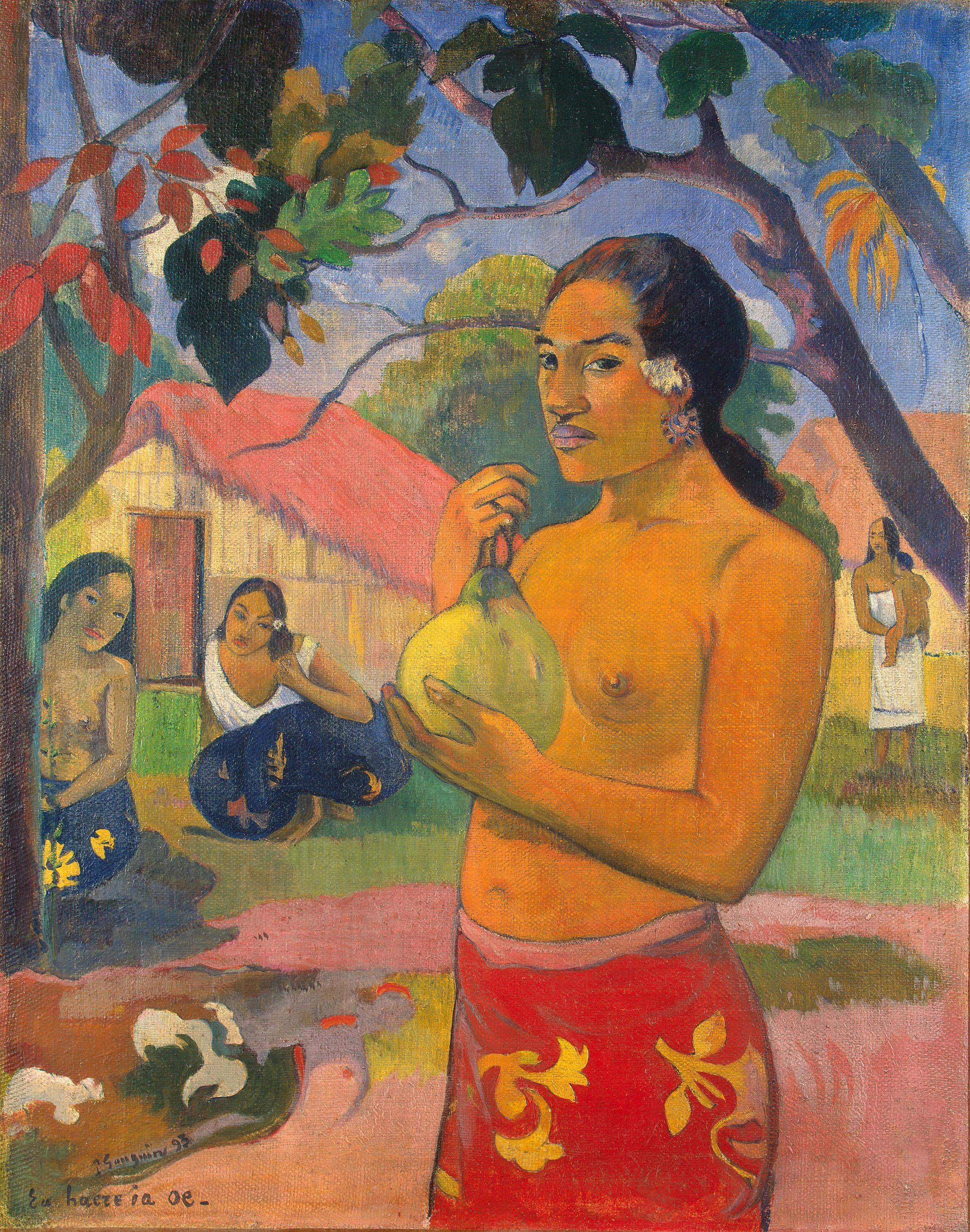
«Жінка з тропічним фруктом», Ермітаж, Санкт-Петербург
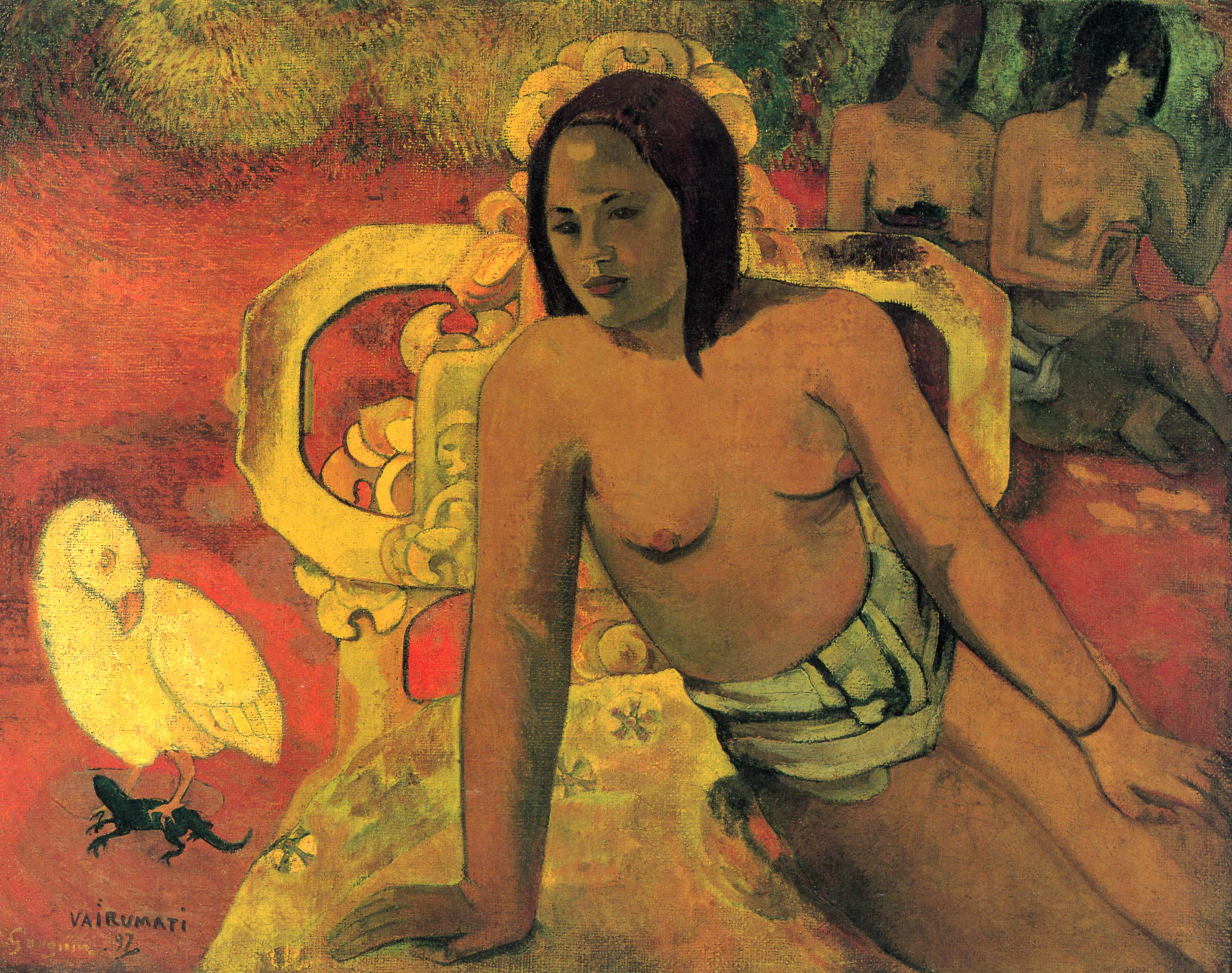
«Вайрауматі», 1897, музей д'Орсе
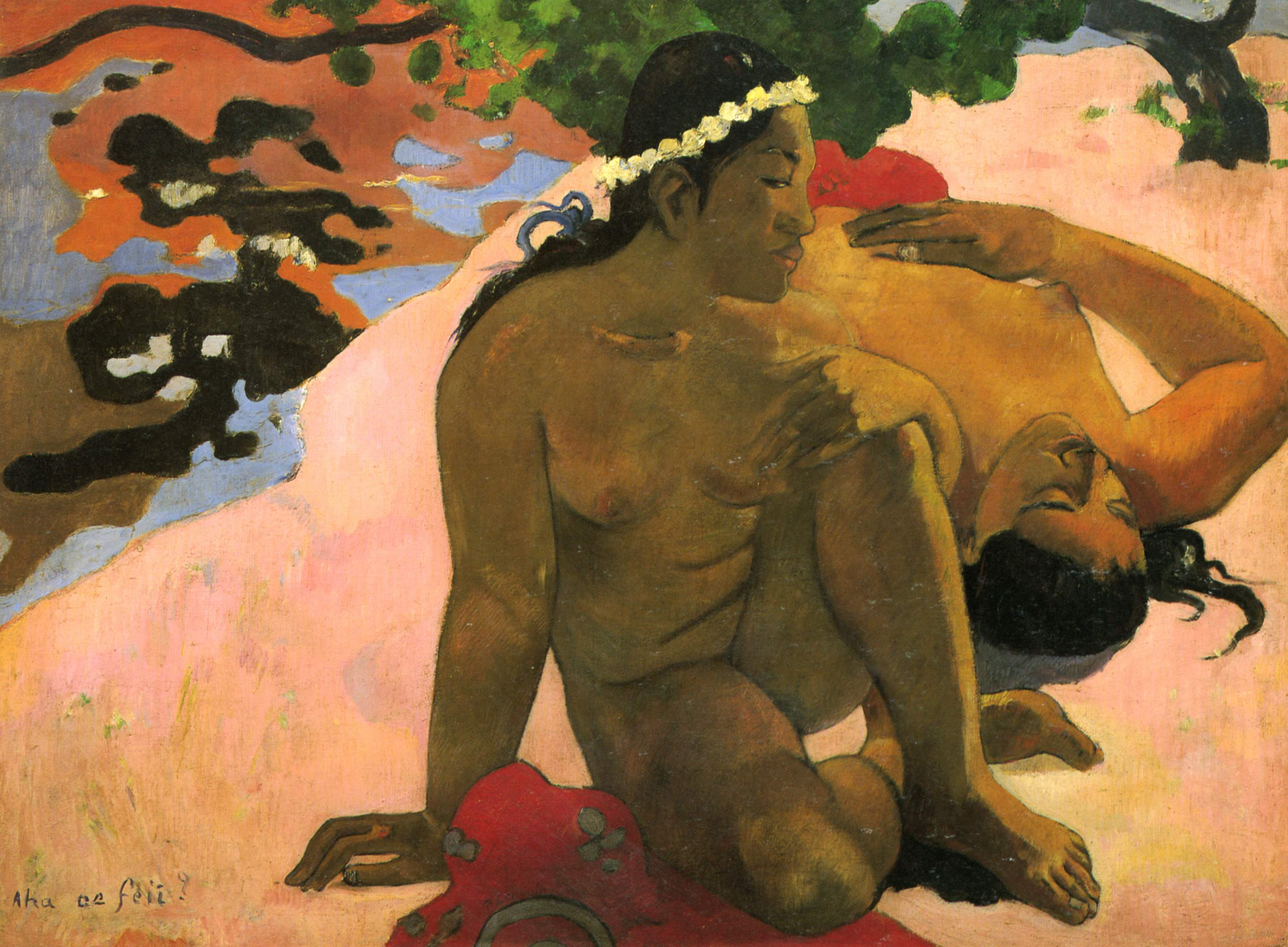
«О, у тебе ревнощі?», 1892, Музей образотворчих мистецтв імені Пушкіна, Москва
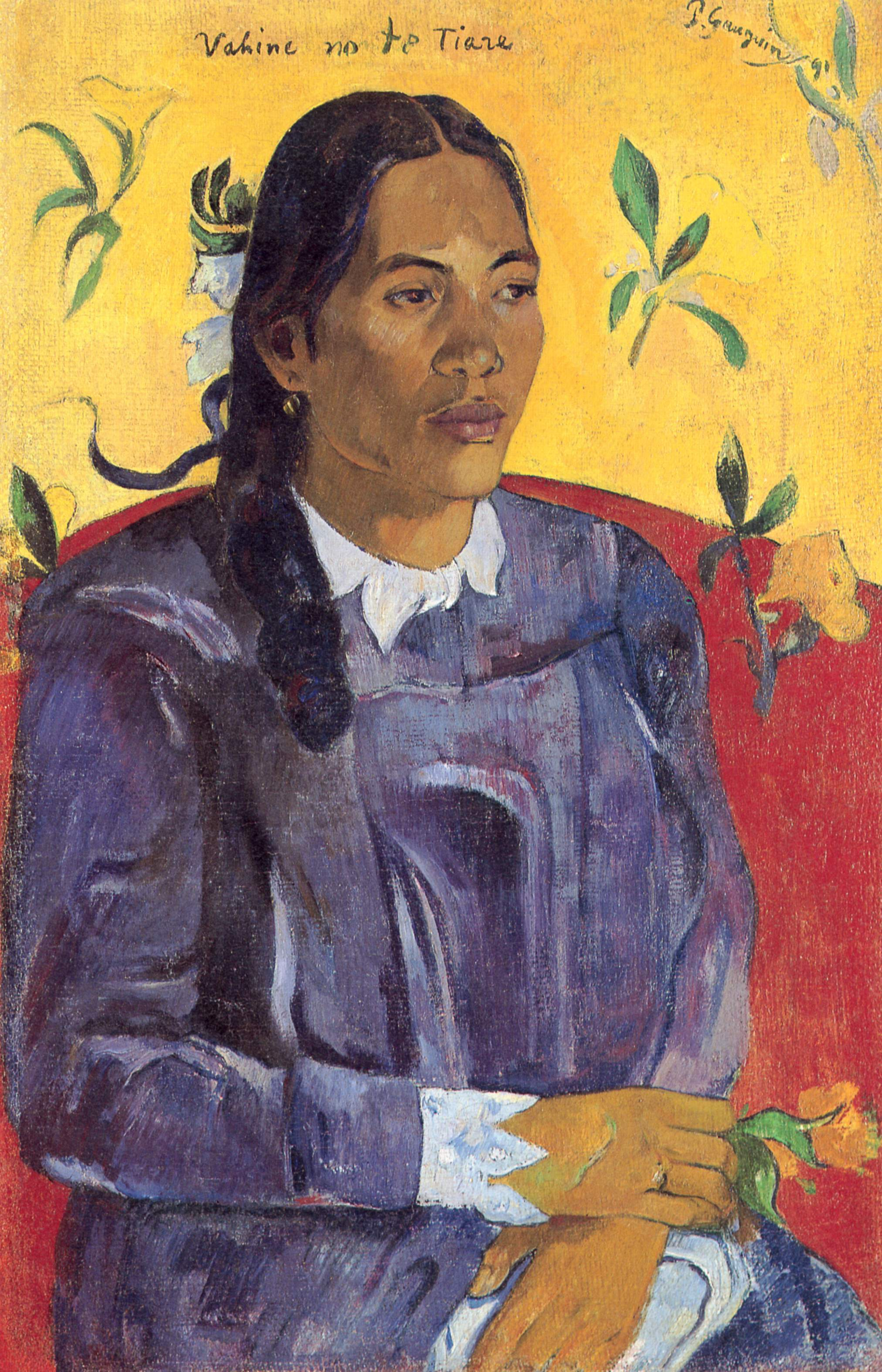
Жінка з квіткою (1891)
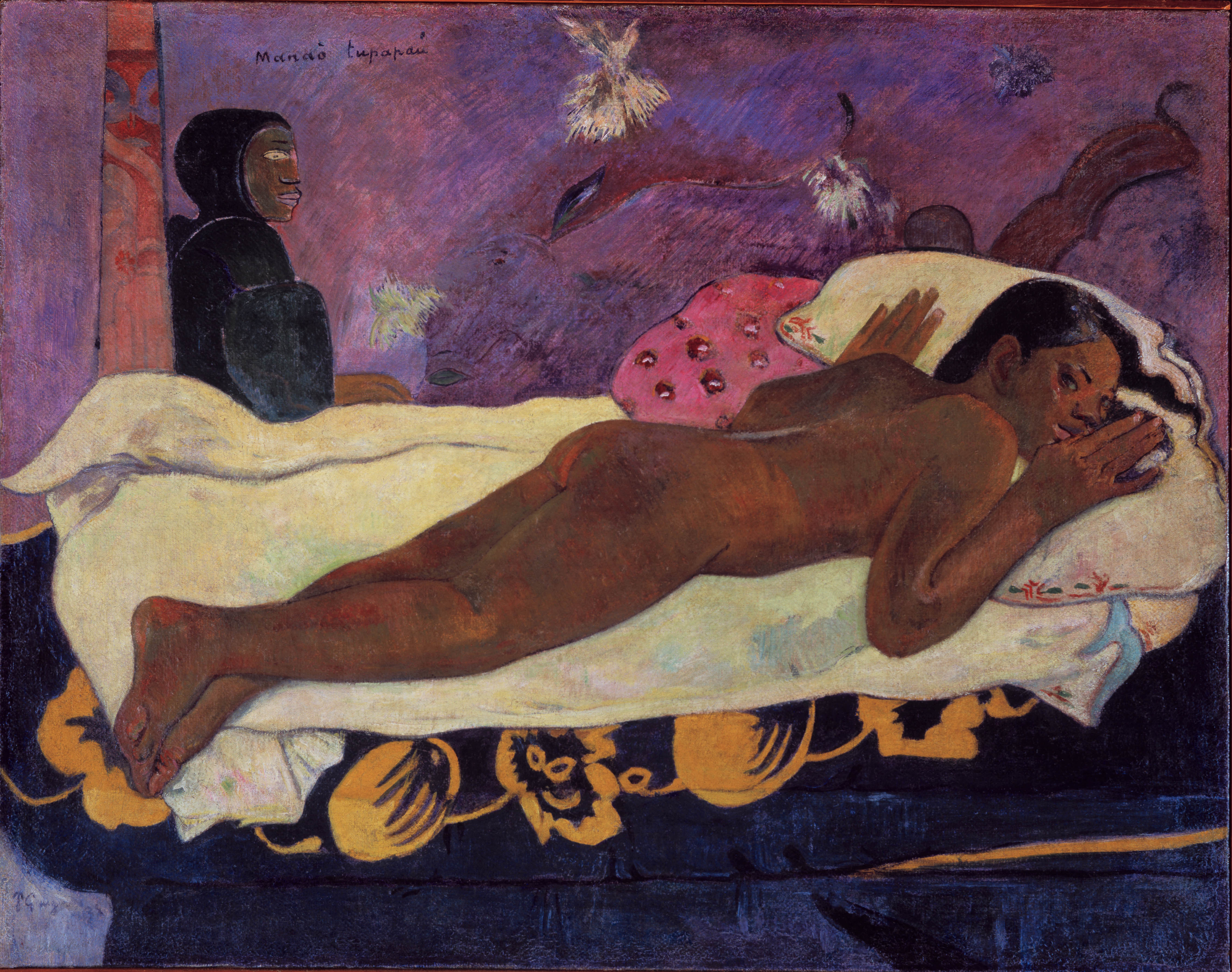
Дух мертвих не спить (1892)
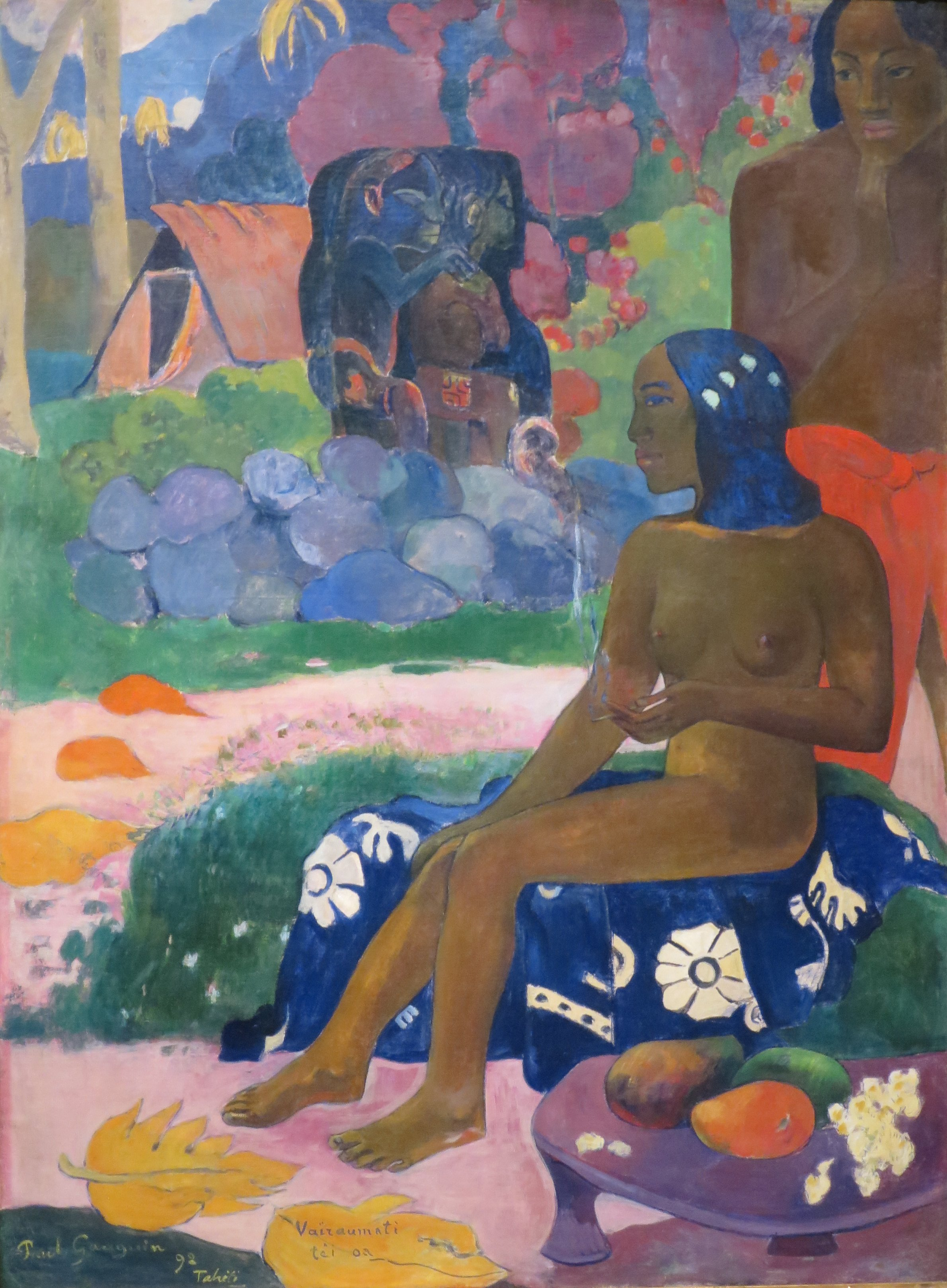
Її називали Вайрауматі (1893)
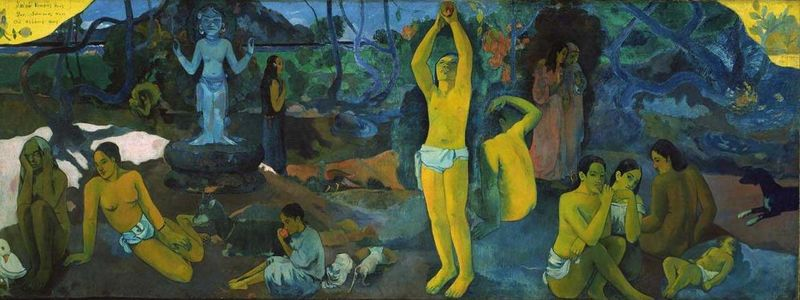
Звідки ми прийшли? Хто ми? Куди ми йдемо? (1897—1898)
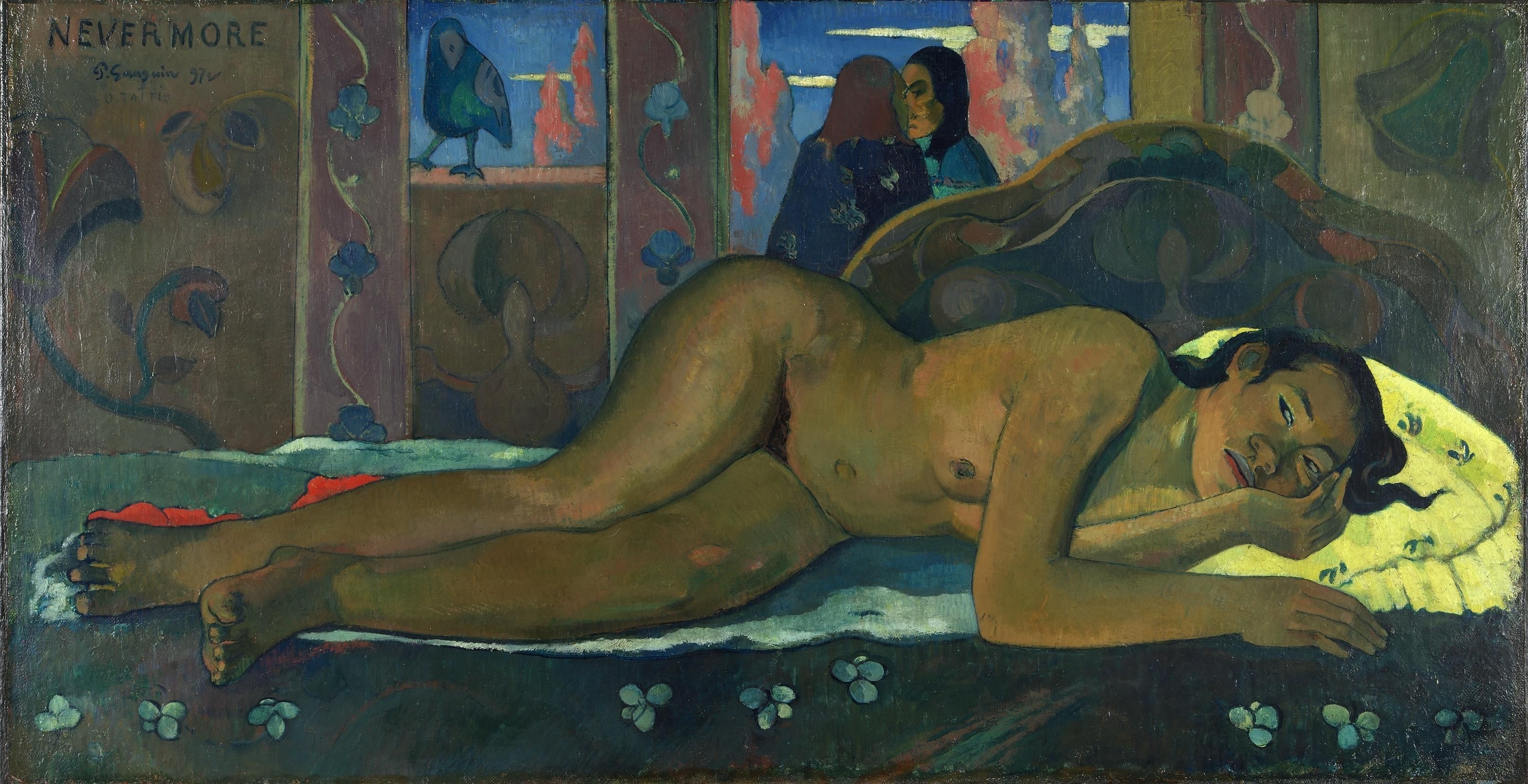
Більше ніколи (1897)
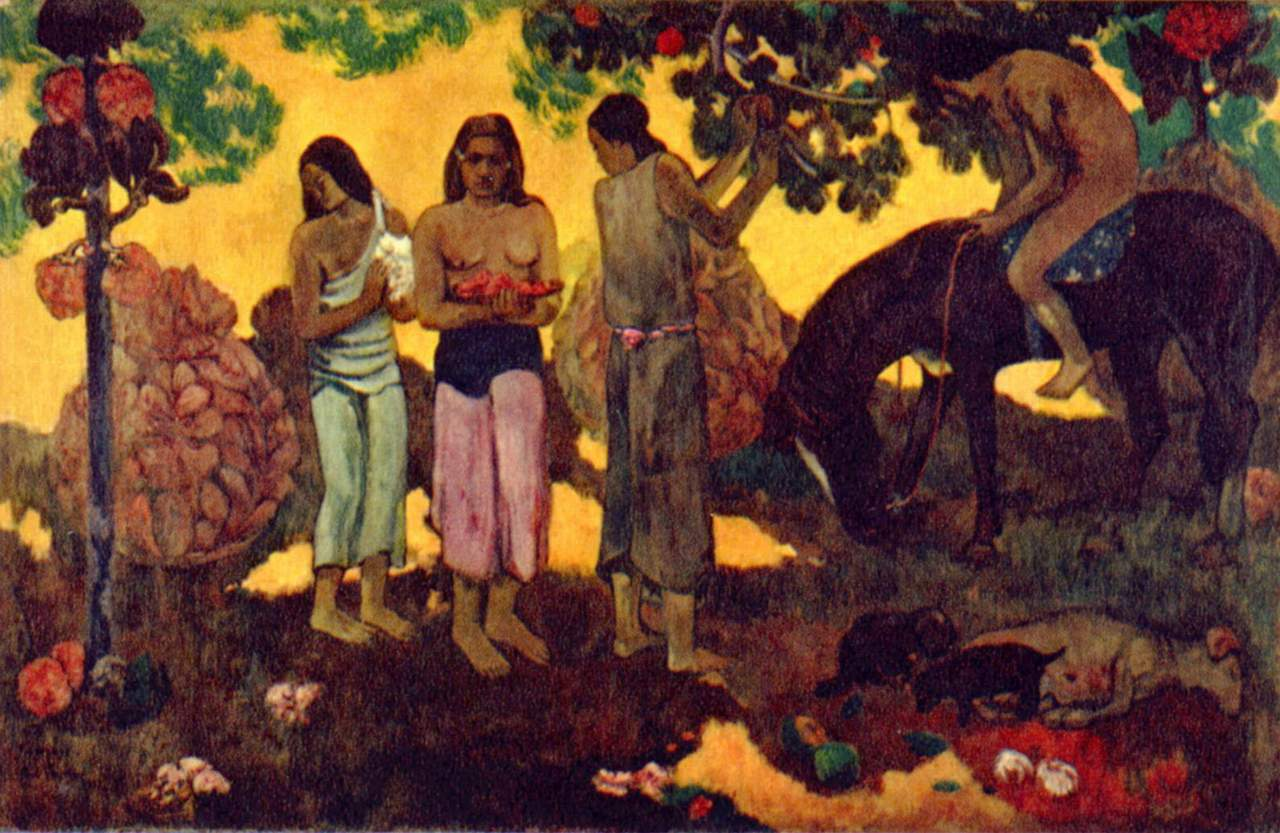
Збір плодів (1899)

### Інше

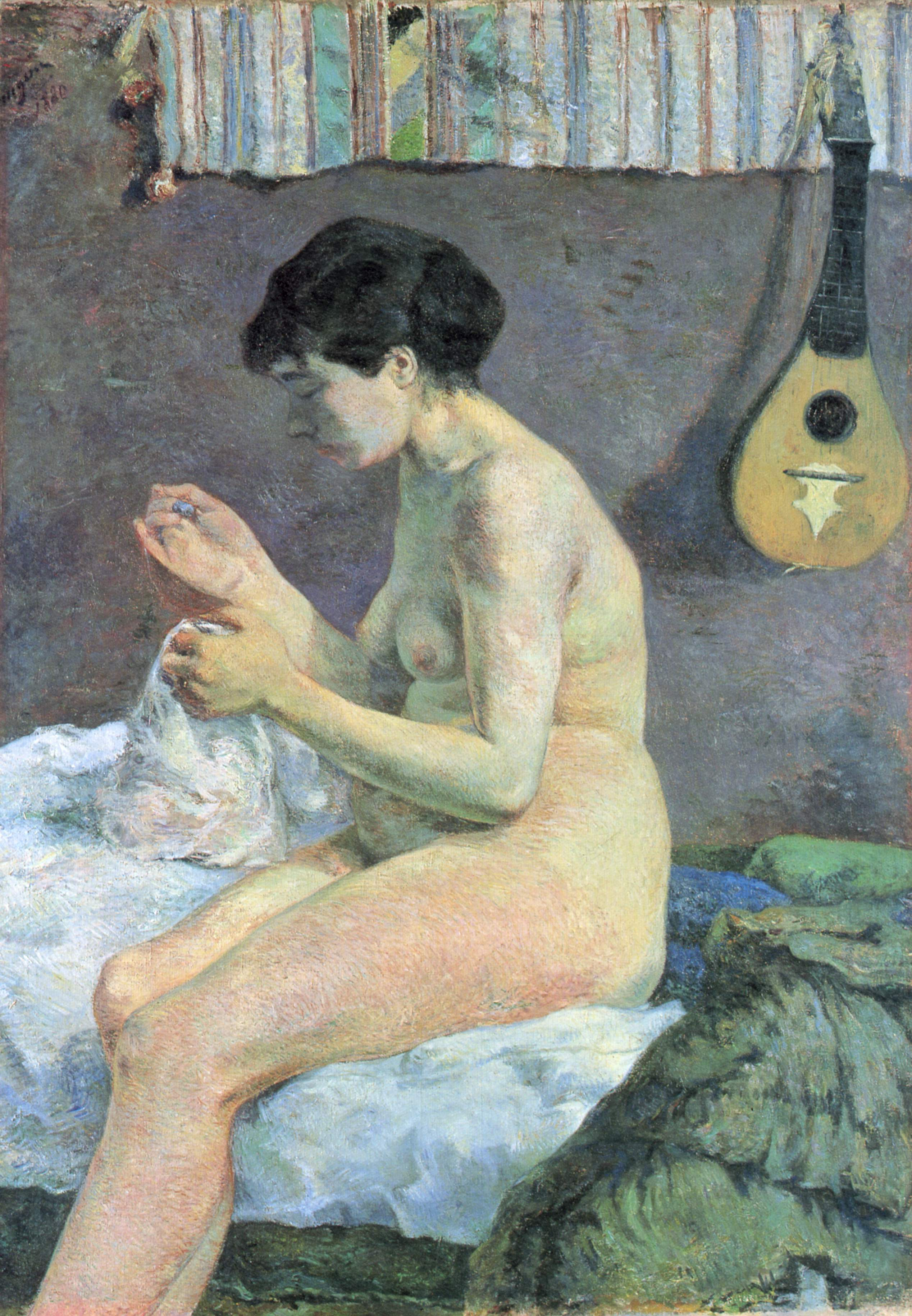
Жінка, яка шиє (1880)
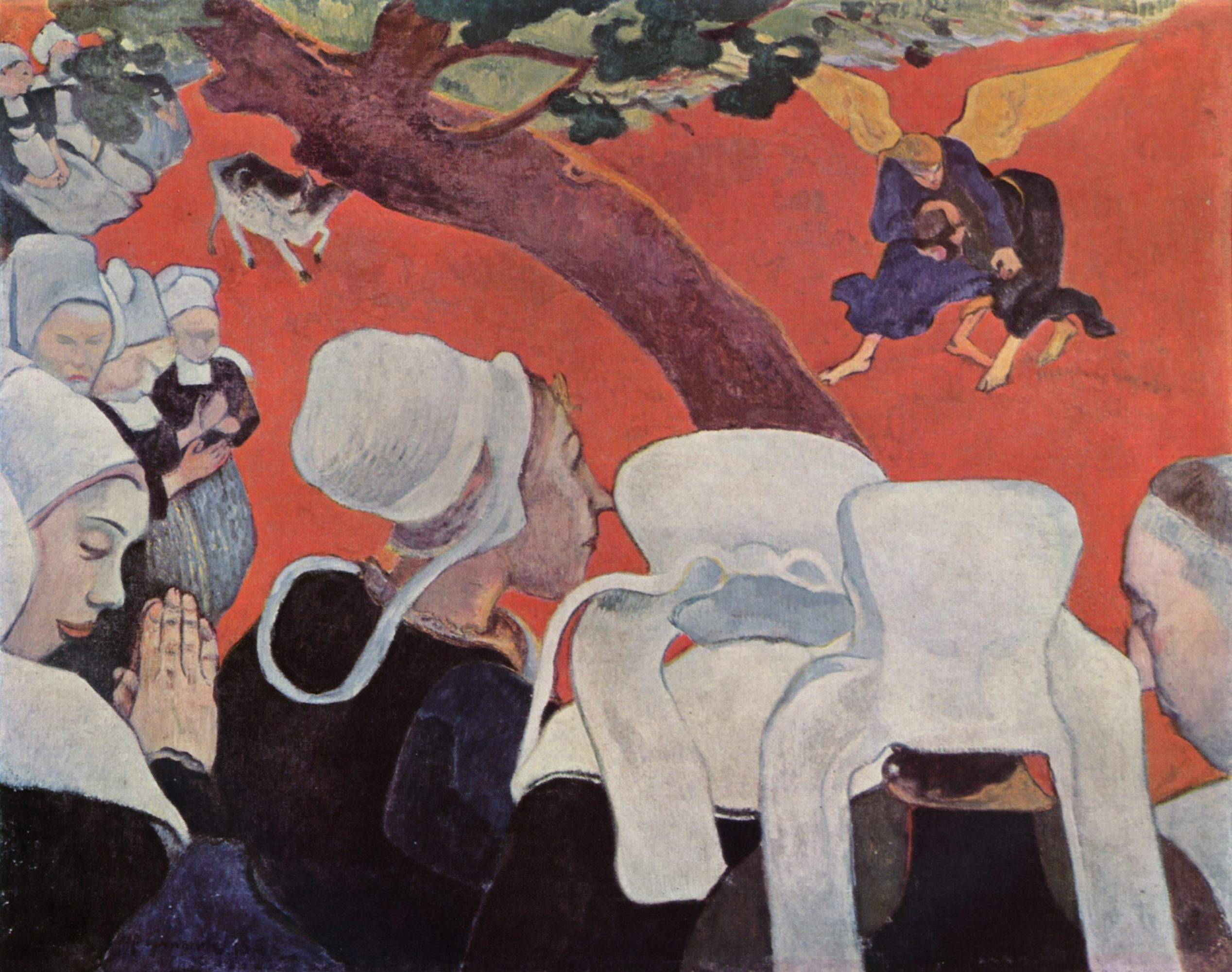
Видіння після проповіді або Боротьба Якова з ангелом (1888)
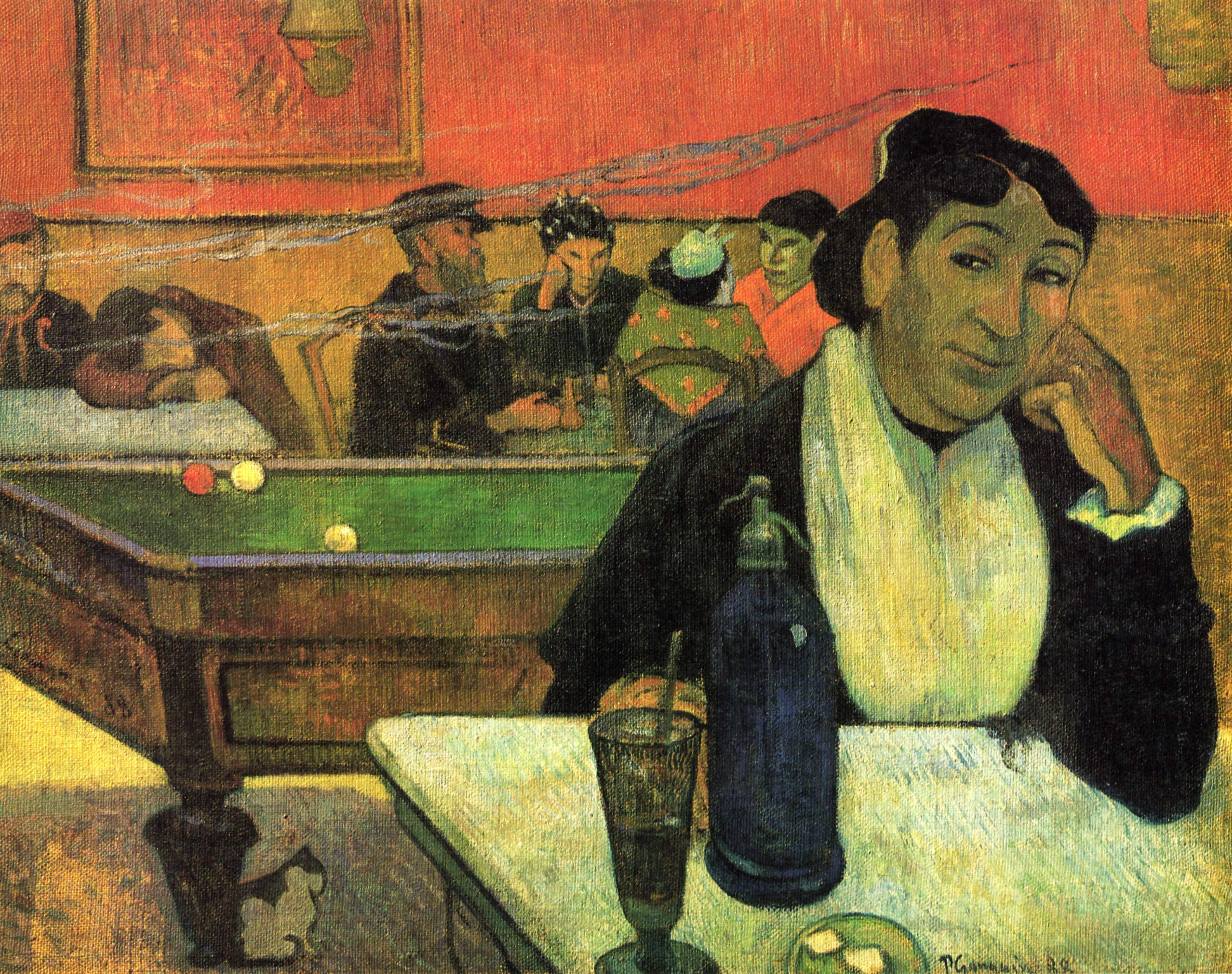
Нічне кафе в Арлі (1888)
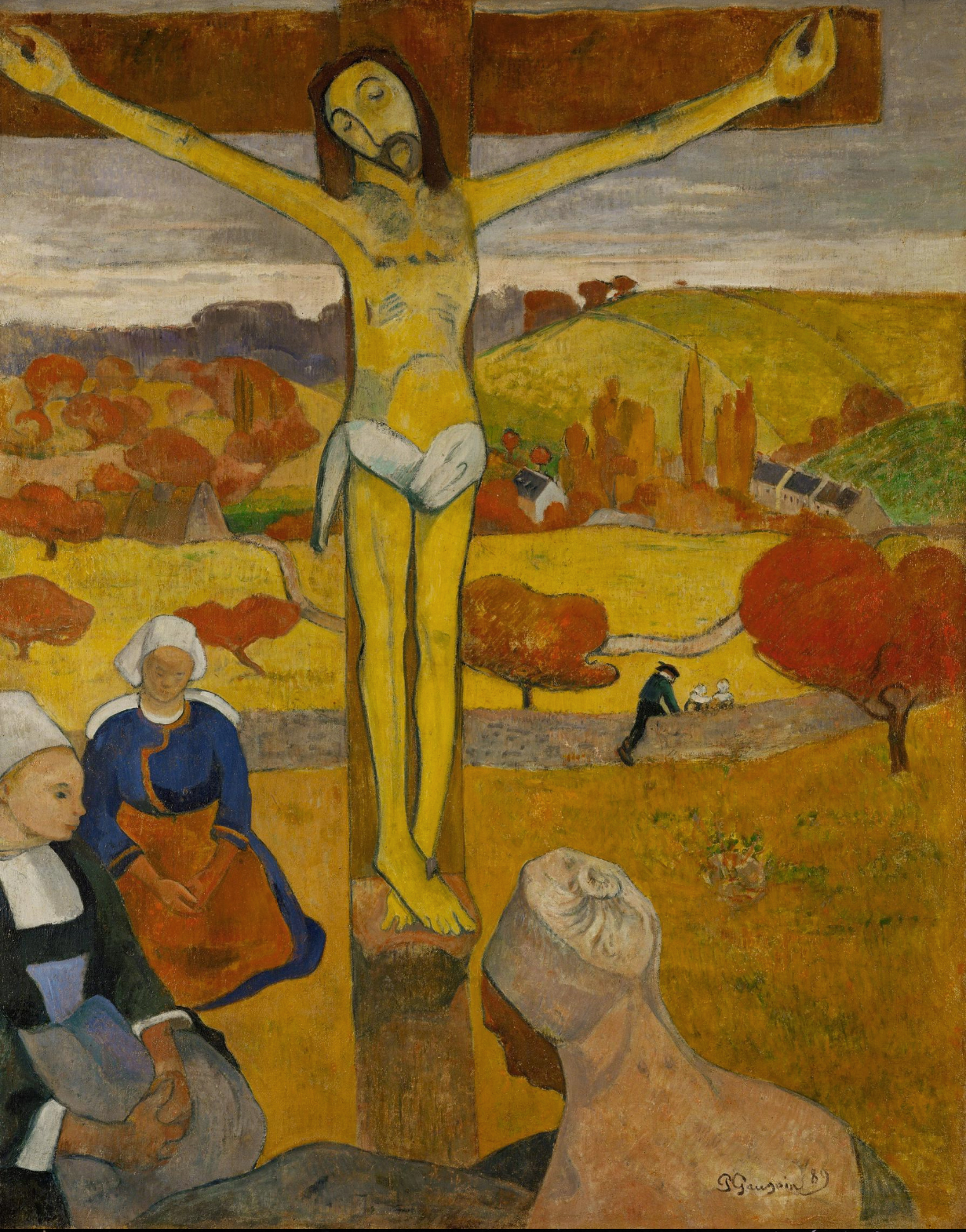
Жовтий Христос (1889)